# My Little Pony – Freundschaft ist Magie/Episodenliste
Diese Episodenliste enthält alle Episoden der US-amerikanisch-kanadischen Fantasy-Animationsserie My Little Pony – Freundschaft ist Magie, sortiert nach der US-amerikanischen Erstausstrahlung. Die Fernsehserie umfasst neun Staffeln mit 222 Episoden.

## Staffelübersicht
| Staffel | Episodenanzahl | Erstausstrahlung USA | Erstausstrahlung USA | Deutschsprachige Erstausstrahlung | Deutschsprachige Erstausstrahlung |
| Staffel | Episodenanzahl | Staffelpremiere      | Staffelfinale        | Staffelpremiere                   | Staffelfinale                     |
| ------- | -------------- | -------------------- | -------------------- | --------------------------------- | --------------------------------- |
| 1       | 26             | 10. Oktober 2010     | 6. Mai 2011          | 19. September 2011                | 23. November 2011                 |
| 2       | 26             | 17. September 2011   | 21. April 2012       | 5. November 2012                  | 7. Mai 2013                       |
| 3       | 13             | 10. November 2012    | 16. Februar 2013     | 4. November 2013                  | 3. Dezember 2013                  |
| 4       | 26             | 23. November 2013    | 10. Mai 2014         | 4. April 2015                     | 15. September 2015                |
| 5       | 26             | 4. April 2015        | 28. November 2015    | 21. Mai 2016                      | 3. Juli 2016                      |
| 6       | 26             | 26. März 2016        | 22. Oktober 2016     | 11. September 2016                | 10. Februar 2017                  |
| 7       | 26             | 15. April 2017       | 28. Oktober 2017     | 22. Juli 2017                     | 16. Dezember 2017                 |
| 8       | 26             | 24. März 2018        | 13. Oktober 2018     | 7. Juli 2018                      | 10. März 2019                     |
| 9       | 26             | 6. April 2019        | 12. Oktober 2019     | 7. September 2019                 | 7. Dezember 2019                  |

## Staffel 1
Die Erstausstrahlung der ersten Staffel war vom 10. Oktober 2010 bis zum 6. Mai 2011 auf dem US-amerikanischen Kabelsender The Hub zu sehen. Die deutschsprachige Erstausstrahlung sendete der deutsche Nickelodeon vom 19. September bis zum 23. November 2011.
| Nr. (ges.) | Nr. (St.) | Deutscher Titel                              | Originaltitel               | Erstausstrahlung USA | Deutschsprachige Erstausstrahlung (D, AT) | Regie                           | Drehbuch                          | Prod.- Nr. |
| --- | --------- | -------------------------------------------- | --------------------------- | -------------------- | ----------------------------------------- | ------------------------------- | --------------------------------- | ---------- |
| 1 | 1         | Ein Auftrag von Prinzessin Celestia – Teil 1 | Friendship is Magic, part 1 | 10. Okt. 2010        | 19. Sep. 2011                             | Jayson Thiessen & James Wootton | Lauren Faust                      | 101        |
| Twilight Sparkle, Zauberschülerin Prinzessin Celestias, findet bei der Lektüre einiger Bücher heraus, dass Nightmare Moon, die Schwester von Celestia, während der morgigen Sommersonnfeier aus ihrer tausendjährigen Verbannung auf dem Mond nach Equestria zurückkehren könnte, um eine ewige Nacht zu verursachen. Celestia möchte nicht, das Twilight sich weiter darum kümmert, sondern die Vorbereitung für die Feier in Ponyville überwacht und einige Freunde findet. Twilight Sparkle trifft sich nur kurz mit Pinkie Pie, Applejack, Rainbow Dash, Rarity und Fluttershy und kehrt rasch zur Bibliothek zurück, um weitere Nachforschungen über Nightmare Moon anzustellen, wird jedoch durch eine von Pinkie Pie veranstaltete Überraschungswillkommensfeier davon abgehalten. Am nächsten Morgen erfüllen sich Twilights Befürchtungen, denn statt Celestia erscheint Nightmare Moon zur Sommersonnfeier und die Sonne geht nicht auf. |           |                                              |                             |                      |                                           |                                 |                                   |            |
| 2 | 2         | Ein Auftrag von Prinzessin Celestia – Teil 2 | Friendship is Magic, part 2 | 22. Okt. 2010        | 20. Sep. 2011                             | Jayson Thiessen & James Wootton | Lauren Faust                      | 102        |
| Twilight Sparkle sucht gemeinsam mit Pinkie Pie, Applejack, Rainbow Dash, Rarity und Fluttershy nach Informationen über die Waffe, mit der Celestia Nightmare Moon vor tausend Jahren auf den Mond verbannte: die sechs Elemente der Harmonie. Sie finden heraus, dass diese sich in den Ruinen eines Schlosses im Wald der Ewigen Magie befinden. Die Ponys überwinden diverse von Nightmare Moon verursachte Gefahren im Wald und erreichen schließlich das Schloss, wo sie fünf der Elemente finden. Twilights Versuch, das sechste Element mittels ihrer Magie hervorzubringen, scheitert und Nightmare Moon zerstört die Elemente. Twilight erkennt jedoch, dass die Kraft der Elemente noch immer in ihr und ihren neugewonnenen Freundinnen liegt, worauf die Elemente neue Formen annehmen und von den sechs Ponys eingesetzt werden, um Nightmare Moon in ihre ursprüngliche, gute Gestalt als Prinzessin Luna zurückzuverwandeln. Die Sonne geht auf, Prinzessin Celestia erscheint und gratuliert Twilight, dass sie Nightmare Moon mithilfe der Magie der Freundschaft bezwungen hat. Auf Twilights Bitte ordnet sie an, dass diese ihre Studien in Ponyville bei ihren Freundinnen fortsetzen und ihr regelmäßig über ihre Erkenntnisse über die Magie der Freundschaft berichten soll. |           |                                              |                             |                      |                                           |                                 |                                   |            |
| 3 | 3         | Eine Freundin hat’s nicht leicht             | The Ticket Master           | 29. Okt. 2010        | 21. Sep. 2011                             | Jayson Thiessen & James Wootton | Amy Keating Rogers & Lauren Faust | 103        |
| Twilight Sparkle erhält von Prinzessin Celestia zwei Freikarten für die anstehende prachtvolle Galloping-Gala. Jede ihrer fünf Freundinnen liefert ihr jedoch gute Gründe, warum sie die zweite Karte gerade ihr geben sollte. Als sie auch noch versuchen, sich alle bei ihr einzuschmeicheln, kann Twilight sich endgültig nicht mehr entscheiden, wem sie die Karte geben will. Schließlich sehen auch ihre Freundinnen dies ein und verzichten allesamt auf die Karte, worauf Twilight beide Karten an Celestia zurückschickt, da sie nicht ohne alle ihre Freundinnen auf die Gala gehen will. Celestia schickt ihr darauf für jede eine Karte sowie eine weitere Karte für Twilights Babydrachen Spike, so dass alle auf die Gala gehen können. |           |                                              |                             |                      |                                           |                                 |                                   |            |
| 4 | 4         | Apfelschüttelernte                           | Applebuck Season            | 5. Nov. 2010         | 22. Sep. 2011                             | Jayson Thiessen & James Wootton | Amy Keating Rogers                | 104        |
| Nachdem Big McIntosh sich verletzt hat, will Applejack die gesamte Ernte ihrer Apfelplantage alleine einbringen. Währenddessen rettet sie auch noch Ponyville vor einer Kuhstampede und hat ihren Freundinnen diverse Zusagen für ihre Hilfe gegeben, die sie keinesfalls absagen will. Auch ist sie nicht bereit, sich bei ihrer Arbeit helfen zu lassen. Völlig übermüdet von der Arbeit verursacht sie dabei mehrere Unfälle und Katastrophen, unter anderem eine Lebensmittelvergiftung bei mehreren Ponys durch falsch zubereitete Muffins. Als sie schließlich glaubt, endlich mit der Ernte fertig zu sein, Big McIntosh ihr jedoch zeigt, dass noch ein weiterer Acker abzuernten ist, bricht sie vor Überanstrengung zusammen und akzeptiert endlich die Hilfe ihrer Freundinnen. |           |                                              |                             |                      |                                           |                                 |                                   |            |
| 5 | 5         | Gilda, die Partybremse                       | Griffon the Brush Off       | 12. Nov. 2010        | 23. Sep. 2011                             | Jayson Thiessen & James Wootton | Cindy Morrow                      | 105        |
| Rainbow Dash und Pinkie Pie spielen ihren Freunden und sich gegenseitig diverse harmlose Streiche. Am nächsten Morgen möchte Pinkie damit fortfahren, doch Rainbow hat Besuch von der Greifin Gilda, einer Freundin, die sie aus ihrer Zeit im Fliegerjugend-Feriencamp kennt und die mit ihr einige Flugübungen durchführen will. Obwohl sich Gilda gegenüber allen Ponys außer Rainbow Dash sehr unfreundlich benimmt, gibt Pinkie Pie, nachdem sie ihre Verärgerung überwunden hat, eine Willkommensfeier für Gilda. Diese fällt dort jedoch mehreren Scherzartikeln und Streichen zum Opfer, wofür sie Pinkie die Schuld gibt und wütend mit Rainbow die Party verlassen will, doch Rainbow gibt zu, dass ein Großteil der Streiche von ihr stammen und auch nicht speziell für Gilda, sondern für alle Anwesenden gedacht waren. Gilda verlässt daraufhin entrüstet die Party. |           |                                              |                             |                      |                                           |                                 |                                   |            |
| 6 | 6         | Angeber-Trixie                               | Boast Busters               | 19. Nov. 2010        | 26. Sep. 2011                             | Jayson Thiessen & James Wootton | Chris Savino                      | 106        |
| Eine Einhorn-Zauberkünstlerin, die sich selbst die „große und mächtige Trixie“ nennt, ist in Ponyville eingetroffen. Sie führt diverse Zaubertricks vor und behauptet, die Stadt Hoofington vor einem gefürchteten großen Bären gerettet zu haben. Snips und Snails sind von ihr begeistert, doch die anderen Ponys halten ihre Kunststücke für bloße Angeberei. Als Trixie die Ponys von Ponyville herausfordert, zu zeigen, dass diese mehr können als sie, weigert sich Twilight Sparkle, ihre magischen Fähigkeiten zu demonstrieren, da sie fürchtet, sonst selbst als Angeberin dazustehen. Snips und Snails wollen mehr von Trixies Zauberkraft sehen und locken daher den großen Bären, größer als die meisten Gebäude, nach Ponyville, damit Trixie ihn erneut besiegen kann. Diese ist jedoch machtlos gegen ihn und gibt zu, sich ihren Sieg nur ausgedacht zu haben. Erst Twilight kann den wütenden Bären beruhigen und in seine Höhle zurückbringen. Twilights Freunde sind stolz auf sie und ihren Sieg über den großen Bären, doch sie stellt klar, dass es sich nur um einen kleinen Bären gehandelt hat – das Baby des großen Bären. |           |                                              |                             |                      |                                           |                                 |                                   |            |
| 7 | 7         | Drachenscheu                                 | Dragonshy                   | 26. Nov. 2010        | 27. Sep. 2011                             | Jayson Thiessen & James Wootton | Meghan McCarthy                   | 107        |
| Ein Drache hat sich in der Nähe von Ponyville zu einem 100-jährigen Nickerchen schlafen gelegt und durch sein Schnarchen breitet sich Rauch über ganz Equestria aus. Twilight Sparkle und ihre Freundinnen brechen auf, um den Drachen dazu zu bewegen, sich einen anderen Schlafplatz zu suchen, nur Fluttershy macht sich Sorgen. Nach einigen Schwierigkeiten erreichen die Ponys die Drachenhöhle, doch Fluttershy traut sich aufgrund ihrer Angst vor Drachen nicht, die Höhle zu betreten. Nachdem weder Twilight noch Rarity oder Pinkie Pie den Drachen überzeugen konnten, seine Höhle zu verlassen, greift Rainbow Dash ihn an, kann jedoch gegen den um ein Vielfaches größeren Drachen nichts ausrichten, der stattdessen zum Gegenangriff übergeht. Fluttershy überwindet schließlich ihre Furcht und es gelingt ihr, den Drachen zu überzeugen, dass seine Größe und Kraft ihm nicht das Recht gibt, die Ponys zu verletzen oder den Himmel mit Rauch zu überziehen, worauf dieser sich einen anderen Schlafplatz sucht. |           |                                              |                             |                      |                                           |                                 |                                   |            |
| 8 | 8         | Die Pyjama-Party                             | Look Before You Sleep       | 3. Dez. 2010         | 28. Sep. 2011                             | Jayson Thiessen & James Wootton | Charlotte Fullerton               | 108        |
| Um sich vor einem Gewitter in Sicherheit zu bringen, flüchten Rarity und Applejack in Twilight Sparkles Bibliothek. Twilight schlägt vor, eine Pyjama-Party entsprechend einer Anleitung aus einem ihrer Bücher zu veranstalten, doch die Vorstellungen der erdverbundenen Applejack und der modebewussten Rarity über eine solche Party gehen stark auseinander, weshalb die Party nicht Twilights Erwartungen entspricht. Als schließlich ein Blitz in einen nahen Baum einschlägt und dieser auf ein Haus zu stürzen droht, versucht Applejack diesen kontrolliert zu Boden zu reißen, doch er stürzt stattdessen in Twilights Schlafzimmer. Während Twilight von der Situation überfordert ist und in ihrem Buch über Pyjama-Partys nach einer Lösung sucht, entschließen sich Applejack und Rarity endlich zusammenzuarbeiten. Rarity verwandelt den Baum mit ihrer Einhornmagie in mehrere Bonsais, wodurch Applejack den Rest des Stammes problemlos beseitigen kann. Durch diesen Erfolg gestärkt wird die Party doch noch zu einem Erfolg. |           |                                              |                             |                      |                                           |                                 |                                   |            |
| 9 | 9         | Das fremde Zebra                             | Bridle Gossip               | 10. Dez. 2010        | 29. Sep. 2011                             | Jayson Thiessen & James Wootton | Amy Keating Rogers                | 109        |
| Eine mysteriöse Fremde versetzt Ponyville durch ihr ungewöhnliches Aussehen und Benehmen in Angst und Schrecken. Twilight Sparkle versucht die anderen zu beruhigen, da sie erkennt, dass es sich bei ihr um ein Zebra aus einem entfernten Land handelt, doch Applejacks kleine Schwester Apple Bloom nimmt selbstständig die Verfolgung des Zebras namens Zecora auf. Die anderen Ponys folgen Apple Bloom bis in den Wald der Ewigen Magie und erreichen sie in einem Feld von blauen Blumen. Zecora versucht, die Ponys vor den Blumen zu warnen, doch diese missverstehen ihre Warnung als bösartigen Hexenfluch, auch wenn Twilight diesbezüglich skeptisch bleibt, und bringen Apple Bloom nach Ponyville zurück. Am nächsten Morgen bemerken die Ponys an sich diverse Veränderung: Twilights Horn ist wabbelig und gepunktet, Pinkie Pies Zunge ist angeschwollen, Rainbow Dashs Flügel sind verkehrt herum und hören nicht auf zu schlagen, Raritys Mähne ist zottelig, Applejack miniaturisiert und Fluttershy spricht in einer tiefen männlichen Stimme. Apple Bloom nimmt erneut die Verfolgung von Zecora auf. Die anderen Ponys begeben sich ebenfalls auf die Suche nach deren Hütte. Zecoras Verhalten dort verstärkt den Eindruck, dass sie böses Hexenwerk treibt und aus Apple Bloom eine Suppe zubereiten will, doch es stellt sich heraus, dass die Suppe in Wirklichkeit ein Heilmittel für die Verwandlungen der Ponys, die durch die Giftschleiche genannte blauen Blumen verursacht wurden, ist, und Apple Bloom gerade die letzten Zutaten holt. |           |                                              |                             |                      |                                           |                                 |                                   |            |
| 10 | 10        | Fürchterlich niedliche Tierchen              | Swarm of the Century        | 17. Dez. 2010        | 30. Sep. 2011                             | Jayson Thiessen & James Wootton | M. A. Larson                      | 110        |
| Während die letzten Vorbereitungen für einen anstehenden Besuch von Prinzessin Celestia in Ponyville laufen, entdeckt Fluttershy am Rande des Waldes der Ewigen Magie ein kleines geflügeltes, aber äußerst gefräßiges Wesen, das sich nach kurzer Zeit rasant zu vermehren beginnt. Die meisten Ponys sind von den Wesen, genannt Parasprites, begeistert, während Pinkie Pie sich entnervt auf die Suche nach verschiedenen Musikinstrumenten begibt. Am nächsten Morgen haben sich jedoch bereits Schwärme aus hunderten Tieren gebildet, die sämtliche Nahrung vertilgen und sich weiter vermehren. Während Pinkie Pie immer noch auf der Suche nach Instrumenten ist, versuchen die anderen Ponys erfolglos der Plage Herr zu werden. Auch ein Zauber Twilight Sparkles, der bewirken soll, dass die Parasprites keine Lebensmittel mehr vertilgen, führt nur dazu, dass sie stattdessen alles andere verschlingen und Ponyville verwüsten. Kurz bevor die Prinzessin eintrifft, hat Pinkie Pie genügend Instrumente zusammen und es gelingt ihr, die Parasprites mit deren Musik in den Wald der Ewigen Magie zurückzulocken. |           |                                              |                             |                      |                                           |                                 |                                   |            |
| 11 | 11        | Frühlingsanfang in Ponyville                 | Winter Wrap Up              | 24. Dez. 2010        | 4. Okt. 2011                              | Jayson Thiessen & James Wootton | Cindy Morrow                      | 111        |
| Zum Ende des Winters breiten die Ponys Ponyville auf den Frühling vor. Die Pegasi bilden das Wetterteam, beseitigen die Schneewolken und holen Zugvögel aus dem Süden zurück. Das Pflanzenteam entfernt den Schnee von den Feldern und sät Pflanzen aus und das Tiereteam kümmert sich darum, Tiere aus ihrem Winterschlaf zu wecken. Da es Twilight Sparkles erster Frühling in Ponyville ist, weiß sie nicht, welchem Team sie sich anschließen soll. Auch verbieten die traditionellen Regeln des von Erdponys gegründeten Ponyville ihr, ihre Magie einzusetzen. Sämtliche Versuche sich in die Teams einzubringen scheitern und als sie versucht, doch ihre Magie zu verwenden, löst sie versehentlich eine Lawine aus, die Teile der Arbeit wieder zunichtemacht. Schließlich erkennt Twilight jedoch, dass sie neben der Magie noch über eine zweite besondere Fähigkeit verfügt, ihr Talent zur Planung und Organisation. Indem sie die Koordination der drei Teams übernimmt, kann der Frühling doch noch rechtzeitig beginnen. |           |                                              |                             |                      |                                           |                                 |                                   |            |
| 12 | 12        | Etwas ganz Besonderes                        | Call of the Cutie           | 7. Jan. 2011         | 5. Okt. 2011                              | Jayson Thiessen & James Wootton | Meghan McCarthy                   | 112        |
| Apple Bloom fürchtet, sich auf einer anstehenden Party zu blamieren, da sie das letzte Pony ihrer Klasse ist, das noch keinen Schönheitsfleck hat, den ein Fohlen erhält, wenn es seine besondere Begabung entdeckt. Sie versucht daher, ihre Begabung noch vor der Party zu finden. Zunächst hilft sie Applejack beim Verkauf von Äpfeln, jedoch ohne großen Erfolg. Mehrere Versuche, den Schönheitsfleck mit Rainbow Dashs Hilfe zu erlangen, scheitern ebenfalls. Schließlich versucht sie an den Fleck zu kommen, indem sie Pinkie Pie beim Backen von Cupcakes hilft, sie stellt sich jedoch auch nicht als begabte Bäckerin heraus. In der Tat wird sie auf der Party von Diamond Tiara und Silver Spoon gehänselt, doch die Fohlen Scootaloo und Sweetie Belle, die selbst auch noch keinen Schönheitsfleck haben, stellen sich auf Apple Blooms Seite. Gemeinsam gründen sie die Cutie Mark Crusaders (in der dt. Übersetzung Schönheitsfleckenclub), um zu dritt ihre Schönheitsflecken zu erhalten. |           |                                              |                             |                      |                                           |                                 |                                   |            |
| 13 | 13        | Das Blätterrennen                            | Fall Weather Friends        | 28. Jan. 2011        | 6. Okt. 2011                              | Jayson Thiessen & James Wootton | Amy Keating Rogers                | 113        |
| Rainbow Dash und Applejack wollen ihre athletischen Fähigkeiten in einer Reihe von Wettbewerben vergleichen. Da Rainbow Dash dabei ihre Flügel einsetzt, kann sie einen Großteil der Wettkämpfe gewinnen. Obwohl die Regeln es nicht explizit ausschließen, sieht Applejack dies als Schummeln an und fordert Rainbow Dash auf, ohne Einsatz ihrer Flügel beim morgigen alljährlichen Blätterrennen gegen sie anzutreten, bei dem die Ponys durch ihr Huftrappeln das Herbstlaub von den Bäumen schütteln. Twilight Sparkle will ebenfalls an dem Rennen teilnehmen. Während des Rennens übernehmen Rainbow Dash und Applejack von Anfang an die Führung, setzen aber immer unsportlichere Methoden ein, um sich gegenseitig zu behindern, und überqueren die Ziellinie gleichzeitig, auf dem letzten Platz, während Twilight den fünften Platz erreicht, was sie für ihr erstes Rennen als Erfolg ansieht. Applejack und Rainbow Dash erkennen, dass ihre Rivalität sie nur behindert hat, und schütteln gemeinsam die letzten verbliebenen Blätter von den Bäumen. |           |                                              |                             |                      |                                           |                                 |                                   |            |
| 14 | 14        | Die Modenschau                               | Suited For Success          | 4. Feb. 2011         | 7. Okt. 2011                              | Jayson Thiessen & James Wootton | Charlotte Fullerton               | 114        |
| Die Große Galloping Gala rückt näher und Rarity möchte für ihre Freundinnen angemessene Kleider schneidern. Diese sind jedoch mit ihren ersten Entwürfen nicht zufrieden und bitten um Änderungen gemäß ihren Wünschen. Rarity kann diese zwar alle erfüllen, ist mit dem Endergebnis aber selbst nicht zufrieden. Währenddessen erfährt der Modedesigner Hoity Toity aus Canterlot von den Entwürfen und möchte sie bei einer Modenschau begutachten, sie finden jedoch nicht sein Gefallen. Rarity ist von Hoity Toitys Urteil am Boden zerstört und schließt sich für mehrere Tage in ihrer Boutique ein. Es gelingt Raritys Freunden jedoch, sie dazu zu bringen, ihre ursprünglichen Entwürfe zu vollenden und Hoity Toity vorzuführen. Dieser ist dieses Mal begeistert und bestellt von jedem Kleid ein Dutzend Exemplare, um sie in seiner Boutique in Canterlot auszustellen. |           |                                              |                             |                      |                                           |                                 |                                   |            |
| 15 | 15        | Pinkie-Weisheiten                            | Feeling Pinkie Keen         | 11. Feb. 2011        | 10. Okt. 2011                             | Jayson Thiessen & James Wootton | Dave Polsky                       | 115        |
| Pinkie Pie zeigt die Fähigkeit, aus Zuckungen und anderen Reaktionen ihres Körpers die unmittelbare Zukunft voraussagen zu können. Twilight Sparkle bleibt skeptisch und versucht, diesem auf den Grund zu gehen, kann jedoch keine wissenschaftliche Erklärung für Pinkies Vorhersagen finden. Schließlich spürt Pinkie, dass im verlassenen Froschsumpf, wo sich Fluttershy gerade befindet, etwas geschehen wird, kann aber nicht spezifizieren, was genau. Twilight, Spike, Applejack und Pinkie Pie finden dort Fluttershy sowie eine Hydra, von der sie jedoch entkommen können. Pinkie merkt, dass der Angriff durch die Hydra nicht das Ereignis war, das sie vorhergesehen hat, worauf Twilight einsieht, dass sie zwar Pinkies Fähigkeit nicht erklären kann, diese aber dennoch existiert. Sie stellt fest, dass genau diese Erkenntnis das vorhergesehene Ereignis war. |           |                                              |                             |                      |                                           |                                 |                                   |            |
| 16 | 16        | Rainbows großer Tag                          | Sonic Rainboom              | 18. Feb. 2011        | 11. Okt. 2011                             | Jayson Thiessen & James Wootton | M. A. Larson                      | 116        |
| Rainbow Dash will an einem Jugendflugwettbewerb in Cloudsdale teilnehmen, um die Wonderbolts, eine Elite-Fliegertruppe, zu beeindrucken, auch wenn sie ihren besten Trick, den Sonic Rainboom, noch nicht perfektioniert hat. Damit sie sie in die Wolkenstadt begleiten können, nutzt Twilight Sparkle einen Zauber, der Rarity Flügel gibt und Applejack, Pinkie Pie und ihr selbst für die nächste Zeit ermöglicht, wie ein Pegasus auf Wolken zu laufen. Bei einer Besichtigung der Wetterfabrik in Cloudsdale entschließt sich Rarity ebenfalls an dem Wettbewerb teilzunehmen. Aus Zeitgründen müssen Rarity und Rainbow gleichzeitig antreten. Während Rainbow Dash so nervös ist, dass ihre Tricks misslingen, zeigt Rarity eine Tanzdarbietung, fliegt dabei jedoch zu dicht an die Sonne, so dass ihre Flügel verbrennen und sie abstürzt. Die Wonderbolts geraten bei dem Versuch, sie zu retten, selbst in Gefahr. Rainbow fliegt im Sturzflug auf sie zu und kann sie retten, wobei sie schnell genug fliegt, um einen Sonic Rainboom auszulösen. Dafür wird sie zur Siegerin des Wettbewerbs erklärt. |           |                                              |                             |                      |                                           |                                 |                                   |            |
| 17 | 17        | Babysitter Fluttershy                        | Stare Master                | 25. Feb. 2011        | 13. Okt. 2011                             | Jayson Thiessen & James Wootton | Chris Savino                      | 117        |
| Da Rarity beschäftigt ist, übernachten die Cutie Mark Crusaders bei Fluttershy. Bei diversen erfolglosen Versuchen, ihre besondere Begabung zu finden, richten sie in deren Haus erhebliches Unheil an und verfolgen schließlich gegen Fluttershys Anweisung ein von ihnen aufgescheuchtes Huhn in den Wald der ewigen Magie. Fluttershy folgt ihnen und trifft auf Twilight Sparkle, die jedoch von einem Cockatrice in Stein verwandelt wurde. Als Fluttershy die Crusader findet, begegnen diese kurz darauf dem Cockatrice, der erst das Huhn versteinert und anschließend beginnt, Fluttershy ebenfalls zu versteinern. Diese kann ihn jedoch mit ihrem durchdringenden Blick derart einschüchtern, dass er sie selbst, das Huhn und Twilight Sparkle wieder freigibt, wodurch sie auch den Respekt der Crusader gewinnt, die versprechen, von nun an auf ihr Wort zu hören. |           |                                              |                             |                      |                                           |                                 |                                   |            |
| 18 | 18        | Die Showstars                                | The Show Stoppers           | 4. März 2011         | 12. Okt. 2011                             | Jayson Thiessen & James Wootton | Cindy Morrow                      | 118        |
| Nachdem Applejack den Cutie Mark Crusaders ihr altes Clubhaus überlassen hat und Apple Bloom es instand gesetzt hat, versuchen die Crusaders auf diverse Weisen, endlich ihre besondere Begabung und damit ihren Schönheitsfleck zu entdecken, jedoch ohne Erfolg. Von ihrer Lehrerin Cheerilee erfahren sie von einem anstehenden Talentwettbewerb, bei dem sie eine Rockballade aufführen wollen. Während Sweetie Belle die Kostüme und Requisiten herstellt, übernimmt Scootaloo den Gesang und Apple Bloom die Tanzeinlagen. Mit gegenseitiger Hilfe versuchen sie zumindest die Grundzüge davon zu beherrschen, während der Aufführung findet jedoch Scootaloos Stimme wenig Gefallen, Apple Blooms Tanz besteht nur aus Kung-Fu-Tritten und Sweetie Belles Bühnenbild stürzt ein. Dennoch gewinnen die Crusaders einen Preis als beste Comedyshow. |           |                                              |                             |                      |                                           |                                 |                                   |            |
| 19 | 19        | Diamanten-Hunde                              | A Dog and Pony Show         | 11. März 2011        | 14. Okt. 2011                             | Jayson Thiessen & James Wootton | Amy Keating Rogers                | 119        |
| Während Spike Rarity hilft, nach Edelsteinen zu suchen, werden beide von Diamanten-Hunden angegriffen, die Rarity gefangen nehmen. Spike holt die anderen Ponys zu Hilfe, die versuchen, ihre Freundin zu finden. In der Zwischenzeit wird Rarity von den Hunden gezwungen, für sie nach Diamanten zu suchen. Bis ihre Freunde bei ihr eintreffen, sind die Diamanten-Hunde von Raritys Beschwerden über ihre Behandlung derart genervt, dass sie sie den Ponys kampflos überlassen und jedem sogar einen Wagen voll Edelsteine mitgeben. |           |                                              |                             |                      |                                           |                                 |                                   |            |
| 20 | 20        | Fluttershy auf dem Laufsteg                  | Green Isn’t Your Color      | 18. März 2011        | 15. Nov. 2011                             | Jayson Thiessen & James Wootton | Meghan McCarthy                   | 120        |
| Die Modefotografin Photo Finish möchte einige Bilder von Raritys Entwürfen machen, daher bittet diese Fluttershy für sie zu modeln. Photo Finish zeigt sich begeistert und setzt ein weiteres Photoshooting für den nächsten Tag an, wo sich jedoch herausstellt, dass sie keineswegs an Raritys Entwürfen interessiert ist, sondern nur an Fluttershy als Model. Rarity besteht darauf, dass Fluttershy ihr zuliebe diese Gelegenheit nutzt. Jedoch ist sie insgeheim eifersüchtig auf Fluttershy, während diese selbst gar kein Interesse am Modeln hat, sondern es nur tut, weil sie glaubt, dass Rarity dies von ihr erwartet. Beide Ponys vertrauen dies Twilight Sparkle an, jedoch nur unter der Bedingung, dass diese dies nicht weiter erzählt. Twilight versucht Fluttershy zu helfen, ohne ihr Versprechen gegenüber Rarity zu brechen, indem sie sie dazu bringt, ihre nächste Modeaufführung durch diverse Peinlichkeiten zu verpatzen, doch Rarity, noch immer überzeugt, dass Fluttershy dies gern tut, rettet die Aufführung, da ihr ihre Eifersucht nun Leid tut. Schließlich gesteht Rarity Fluttershy jedoch, dass es nicht ihr Wunsch ist, dass diese weiter modelt, sondern sie selbst, und auch Fluttershy gibt ihre Gefühle preis und beendet ihre Modelkarriere. |           |                                              |                             |                      |                                           |                                 |                                   |            |
| 21 | 21        | Büffelherden und Apfelbäume                  | Over a Barrel               | 25. März 2011        | 16. Nov. 2011                             | Jayson Thiessen & James Wootton | Dave Polsky                       | 121        |
| Die sechs Ponys und Spike sind zu Applejacks Verwandten in der kürzlich gegründeten Siedlung Appleloosa unterwegs. Applejack will diesen als Gastgeschenk den Apfelbaum Bloomberg mitbringen. Unterwegs wird ihr Zug jedoch von einer Herde Büffel angegriffen, die den letzten Wagon mitsamt Spike und Bloomberg entführen. Während Rainbow und Pinkie Pie unabhängig voneinander nach Bloomberg und Spike suchen, finden die anderen Ponys in Appleloosa heraus, dass die Büffel verlangen, dass die Siedler ihre Apfelplantage, die ihre wichtigste Nahrungsquelle darstellt, aufgeben und daher Bloomberg entführt haben. Unterdessen finden Pinkie und Rainbow die Büffel und erfahren von diesen, dass die Apfelplantage der Siedler auf einem traditionellen Pfad der Büffel steht. Die Ponys versuchen, zwischen den Büffeln und den Siedlern eine Einigung zu erzielen, jedoch ohne Erfolg. Am nächsten Mittag greifen die Büffel das Dorf an, die Siedler setzen sich mit geworfenen Apfelkuchen zur Wehr. Im Kampf wird der Häuptling der Büffel von einer Apfelkuchen getroffen und ist von dessen Geschmack beeindruckt. Er erlaubt den Siedlern, ihre Bäume zu behalten, wenn diese einen Pfad für die Büffel durch die Plantage freihalten und ihnen einen Teil ihrer Äpfel überlassen. |           |                                              |                             |                      |                                           |                                 |                                   |            |
| 22 | 22        | Celestias Haustier                           | A Bird in the Hoof          | 8. Apr. 2011         | 17. Nov. 2011                             | Jayson Thiessen & James Wootton | Charlotte Fullerton               | 122        |
| Während eines Besuches von Prinzessin Celestia in Ponyville bemerkt Fluttershy, dass Celestias Käfigvogel Philomena nicht bei bester Gesundheit ist. Ungefragt nimmt sie den Vogel mit nach Hause um ihn aufzupäppeln. Sämtliche Versuche Philomena zu helfen scheitern jedoch. Twilight Sparkle versucht Fluttershy dazu zu bewegen, den Vogel zurückzubringen, doch die königliche Wache hat deren Verschwinden bereits bemerkt. Gemeinsam versuchen sie, Philomena wieder in einen akzeptablen Zustand zu bringen, doch der Vogel entkommt ihnen. Nach einer Verfolgung durch die Stadt geht der Vogel in Sichtweite der Wachen in Flammen auf und nur ein Häufchen Asche bleibt zurück. Fluttershy übernimmt von Celestia die Verantwortung für die Ereignisse und ist bereit, jede Strafe zu akzeptieren, doch diese stellt klar, dass Philomena ein Phönix ist, der gelegentlich in Flammen aufgeht und anschließend aus seiner Asche neu aufersteht. |           |                                              |                             |                      |                                           |                                 |                                   |            |
| 23 | 23        | Schönheitsflecken-Geschichten                | The Cutie Mark Chronicles   | 15. Apr. 2011        | 18. Nov. 2011                             | Jayson Thiessen & James Wootton | M. A. Larson                      | 123        |
| Die Cutie Mark Crusaders, immer noch auf der Suche nach ihren besonderen Begabungen und Schönheitsflecken, befragen die anderen Ponys, wie diese ihre Schönheitsflecken erhalten haben. Applejack berichtet, dass sie als Fohlen versucht habe, ihr Glück in der Großstadt Mähnhattan zu finden. Als sie jedoch einen Regenbogen über Ponyville sah, kehrte sie zu Sweet Apple Acres zurück und erkannte, dass der Apfelanbau ihre Begabung ist. Fluttershy erzählt, dass sie, während Rainbow Dash ein Rennen flog, von dieser versehentlich aus der Wolkenstadt gestoßen worden und zu Boden gefallen sei. Dort freundete sie sich mit den dortigen Tieren an und erkannte, dass darin ihre Begabung lag. Rarity erhielt ihren Schönheitsfleck, als sie von ihrem Horn zu einem Stein geführt wurde. Nachdem dieser von einer unerklärlichen Regenbogenexplosion gespalten worden ist, entdeckte sie, dass er voller Edelsteine war und erhielt ihren Schönheitsfleck für das Aufspüren von Juwelen. Twilight Sparkle schildert, dass sie während ihrer Aufnahmeprüfung für ihre Magieschule ein Drachenei zum Schlüpfen bringen sollte. Zunächst gelang ihr dies nicht, doch ein Regenbogen spornte sie an und es gelang ihr, die Prüfung zu bestehen und ihr Talent für Magie zu entdecken. Pinkie Pie, die auf einer eintönigen Steinfarm aufwuchs, fand durch einen Regenbogen ihre Freude am Lachen und ihre Begabung andere Ponys zum Lachen zu bringen. Rainbow Dash erzählt schließlich in Anwesenheit der anderen Ponys, dass sie ihren Schönheitsfleck erhielt, als ihr in dem Rennen, in dem sie Fluttershy zu Boden stieß, ein Sonic Rainboom gelang. Die Ponys erkennen, dass sie bereits vor ihrer ersten Begegnung durch ihre Schönheitsflecken verbunden waren. |           |                                              |                             |                      |                                           |                                 |                                   |            |
| 24 | 24        | Eule gut, alles gut                          | Owl’s Well That Ends Well   | 22. Apr. 2011        | 21. Nov. 2011                             | Jayson Thiessen & James Wootton | Cindy Morrow                      | 124        |
| Twilight Sparkle findet die Eule Owlowiscious, die einige von Spikes Aufgaben übernimmt, um diesen zu entlasten. Spike ist eifersüchtig, weil er denkt, dass Owlowiscious ihn als Twilights Assistent ersetzen könnte, und versucht ihn vor Twilight schlecht dastehen zu lassen, was jedoch scheitert, weil Twilight ihn bei den Vorbereitungen erwischt. Spike missversteht einen Kommentar Twilights, dass sie ihn nicht als den Spike, den sie kennt und liebt, sieht, und entschließt sich wegzulaufen. Er kommt in einer Drachenhöhle unter, bis der dort wohnende Drache heimkehrt und Spike angreift. Twilight und Owlowiscious können ihn jedoch retten. Daraufhin erkennt Spike, dass er immer noch Twilights Freund und bester Assistent ist. |           |                                              |                             |                      |                                           |                                 |                                   |            |
| 25 | 25        | Im Partyfieber                               | Party of One                | 29. Apr. 2011        | 22. Nov. 2011                             | Jayson Thiessen & James Wootton | Meghan McCarthy                   | 125        |
| Nachdem die von Pinkie Pie ausgerichtete Geburtstagsfeier für ihren Haustier-Alligator Gummy ein Erfolg war, plant sie bereits am nächsten Tag eine Nachgeburtstagsfeier für ihn, doch ihre Freundinnen finden verschiedene Ausreden, warum sie nicht kommen können und Pinkie beschleicht der Verdacht, dass diese eine Party ohne sie feiern wollen. Pinkie verhört Spike und zwingt ihn zu gestehen, dass ihre Freundinnen sie und ihre Partys nicht mehr mögen. Sie verzweifelt und veranstaltet daher eine Party mit vier imaginären Freunden, bis Rainbow Dash bei ihr auftaucht und sie, als sie nicht freiwillig mit ihr mitkommen will, mit Gewalt zu Applejacks Scheune schleift. Dort stellen sie und die anderen ihrer Freundinnen klar, dass sie nicht deshalb Geheimnisse vor ihr hatten, weil sie nichts mit ihr zu tun haben wollen, sondern weil es Pinkie Pies Geburtstag ist und sie eine Überraschungsparty für sie vorbereitet haben. |           |                                              |                             |                      |                                           |                                 |                                   |            |
| 26 | 26        | Die große Galloping-Gala                     | The Best Night Ever         | 6. Mai 2011          | 23. Nov. 2011                             | Jayson Thiessen & James Wootton | Amy Keating Rogers                | 126        |
| Die große Galloping-Gala steht an. Zunächst scheinen sich die Erwartungen der Ponys an die Gala zu erfüllen, werden aber schon bald enttäuscht. Pinkie Pie hat auf der Party nicht den Spaß, den sie sich erhofft. Raritys Traumprinz Blaublut stellt sich als deutlich weniger charismatisch heraus als erwartet. Die Tiere im Park, mit denen Fluttershy Freundschaft schließen wollte, fürchten sich vor ihr. Die Wonderbolts laden Rainbow Dash zwar in ihren VIP-Bereich ein, ignorieren sie dann aber weitgehend. Prinzessin Celestia ist zu beschäftigt, die Gäste zu begrüßen, um sich um Twilight Sparkle zu kümmern. Applejack kann an ihrem Stand kaum etwas verkaufen. Ihre Versuche die Party aufzumischen, finden keinen Anklang, bis sie schließlich den Einsturz mehrerer Säulen verursachen und Fluttershy eine Tierherde in den Ballsaal treibt. Die sechs Freundinnen entschließen sich von der Party zu einer nahem Donutbar zu fliehen, wo sie gemeinsam mit Spike doch noch einen angenehmen Abend verbringen. |           |                                              |                             |                      |                                           |                                 |                                   |            |

## Staffel 2
Die Erstausstrahlung der zweiten Staffel war vom 17. September 2011 bis zum 21. April 2012 auf dem US-amerikanischen Kabelsender The Hub zu sehen. Die deutschsprachige Erstausstrahlung sendete der deutsche Nickelodeon vom 5. November 2012 bis zum 7. Mai 2013.
| Nr. (ges.) | Nr. (St.) | Deutscher Titel                    | Originaltitel                       | Erstausstrahlung USA | Deutschsprachige Erstausstrahlung (D, AT) | Regie                           | Drehbuch                                                       | Prod.- Nr. |
| --- | --------- | ---------------------------------- | ----------------------------------- | -------------------- | ----------------------------------------- | ------------------------------- | -------------------------------------------------------------- | ---------- |
| 27 | 1         | Freundschaft über alles – Teil 1   | The Return of Harmony Part 1        | 17. Sep. 2011        | 6. Nov. 2012                              | Jayson Thiessen & James Wootton | M. A. Larson                                                   | 201        |
| Discord, der vor langer Zeit von den Prinzessinnen Celestia und Luna in Stein verwandelt wurde, ist zurückgekehrt und überzieht Equestria mit Chaos. Da Celestia und Luna nicht mehr mit den Elementen der Harmonie verbunden sind, bittet Celestia Twilight Sparkle und ihre Freundinnen, die Elemente gegen Discord einzusetzen. Es stellt sich jedoch heraus, dass Discord diese bereits an sich genommen und versteckt hat. Discord will den Ponys eine Chance lassen und trifft Andeutungen, wo die Elemente sein können, die Twilight so interpretiert, dass er sie im Zentrum des Labyrinthes in Canterlot versteckt hat. Discord sieht dies als Spiel und besteht darauf, dass keines der Ponys fliegt oder Magie einsetzt und alle Ponys mitspielen. Sollte ein Pony dagegen verstoßen, hat Discord gewonnen. Er trennt die Freunde im Labyrinth und beginnt sie nacheinander zu korrumpieren. Applejack zeigt er, dass die Freundschaft der sechs Ponys nach ihrer momentanen Mission enden wird, weshalb sie die anderen darüber anlügt, als sie diese wieder sieht. Pinkie Pie gegenüber tut als so, als ob ihre Freundinnen nicht mit ihr, sondern über sie lachen, wodurch sie ihren Humor verliert. Rarity macht er weiß, dass ein Felsen ein gigantischer Diamant ist, um die Gier in ihr zu wecken. Fluttershy kann zwar Discords Einflüsterungen widerstehen, aber er ersetzt mit seinen übernatürlichen Kräften ihre Freundlichkeit durch Grausamkeit. Rainbow Dash schließlich spielt er vor, dass deren Heimatstadt Cloudsdale bedroht sei. Er bietet ihr ihre Flügel an, um diese rechtzeitig zu erreichen. Indem sie diese annimmt, verletzt sie die Regeln, wodurch Discord das Spiel gewinnt und sein Chaos über das Land ausbreitet. |           |                                    |                                     |                      |                                           |                                 |                                                                |            |
| 28 | 2         | Freundschaft über alles – Teil 2   | The Return of Harmony Part 2        | 24. Sep. 2011        | 7. Nov. 2012                              | Jayson Thiessen & James Wootton | M. A. Larson                                                   | 202        |
| Discord gesteht, dass die Elemente der Harmonie niemals im Labyrinth versteckt waren, sondern Twilight seine Worte nur fälschlich so ausgelegt hat. Sie denkt noch einmal über dessen Worte nach und kommt zu dem Schluss, dass sie sich bei ihr zu Hause in Ponyville befinden müssen. Sie bringt Rarity, Fluttershy, Applejack und Pinkie Pie dazu, sich dorthin zu begeben, wo sie tatsächlich die Elemente findet. In Ermangelung von Rainbow Dash übernimmt Spike deren Rolle und die Ponys versuchen Discord mit den Elementen zu bezwingen, doch in ihrem korrumpierten Zustand können sie die Elemente nicht einsetzen. Twilights ehemalige Freundinnen verlassen sie und sie gibt die Hoffnung auf, Discord jemals besiegen zu können. Wieder in ihrer Bibliothek entdeckt sie, dass Prinzessin Celestia ihr all ihre Freundschaftsberichte zurückgeschickt hat. Als sie diese liest, merkt sie, wie gern sie ihre Freundinnen hat und dass sie es wert sind, für ihre Freundschaft zu kämpfen. Mit einem Gedächtniszauber weckt sie die Erinnerungen ihrer Freundinnen an ihre gemeinsame Zeit und kann so Discords Manipulation überwinden. Gemeinsam gelingt es den sechs Freundinnen, die Elemente der Harmonie gegen Discord einzusetzen und ihn zurück in Stein zu verwandeln. |           |                                    |                                     |                      |                                           |                                 |                                                                |            |
| 29 | 3         | Twilight flippt aus                | Lesson Zero                         | 15. Okt. 2011        | 8. Nov. 2012                              | James Wootton                   | Meghan McCarthy                                                | 203        |
| Twilight Sparkle stellt fest, dass sie mit ihrem wöchentlichen Bericht über ihre Erkenntnisse über Freundschaft an Prinzessin Celestia im Verzug ist und versucht daher bis Sonnenuntergang eine Lektion zu lernen. Keiner ihrer Freunde hat jedoch ein Problem, bei dem sie helfen kann, und sie nehmen Twilights Problem nicht ernst. Nicht in der Lage, ein Freundschaftsproblem zu finden, entschließt sie sich, ein Problem zu schaffen und den Cutie Mark Crusadern ihre alte Stoffpuppe Smarty Pants zu schenken, in der Hoffnung, dass diese sich um die Puppe streiten und sie den Streit schlichten kann. Diese sind von der Puppe aber nicht begeistert und streiten sich stattdessen, wer sie nicht haben muss. Twilight verzaubert darauf die Smarty Pants, so dass jeder sie haben will, doch der Zauber gerät außer Kontrolle und ganz Ponyville kämpft um die Puppe. Erst als Prinzessin Celestia bei Sonnenuntergang eintrifft, kann diese den Zauber aufheben. Twilights Freundinnen nehmen sie in Schutz und die Prinzessin stellt klar, dass ein wöchentlicher Bericht ihr nicht so wichtig ist, sondern sämtliche Ponys ihr berichten sollen, wann immer sie eine Lektion lernen. |           |                                    |                                     |                      |                                           |                                 |                                                                |            |
| 30 | 4         | Lunas Verwandlung                  | Luna Eclipsed                       | 22. Okt. 2011        | 9. Nov. 2012                              | Jayson Thiessen                 | M. A. Larson                                                   | 204        |
| Während der Gruselnacht entschließt sich Prinzessin Luna Ponyville einen Besuch abzustatten. Doch die Ponys der Stadt fürchten sie noch immer als Nightmare Moon, was durch ihre laute und einschüchternde traditionell-königliche Canterlot-Stimme noch verstärkt wird. Ihre Versuche, das Vertrauen der Bevölkerung zu gewinnen, scheitern, weshalb sie enttäuscht die Gruselnacht für immer absagt. Twilight erkennt jedoch, dass die Ponys Spaß daran haben, sich hin und wieder zu gruseln, und bringt die anderen Ponys dazu, dies auch Luna klarzumachen, worauf diese die Tradition der Gruselnacht doch fortführt. |           |                                    |                                     |                      |                                           |                                 |                                                                |            |
| 31 | 5         | Das Hufschwestern Festival         | Sisterhooves Social                 | 5. Nov. 2011         | 12. Nov. 2012                             | James Wootton                   | Cindy Morrow                                                   | 205        |
| Sweetie Belle versucht ihrer Schwester Rarity im Haushalt zu helfen, stellt sich dabei jedoch derart ungeschickt an, dass sie mehr Schaden als Nutzen anrichtet. Schließlich verwendet sie einige von Raritys Edelsteinen für ein Gemälde und räumt deren organisiertes Chaos auf, weshalb sie sauer auf sie wird. Auch lehnt Rarity ab, zusammen mit ihrer Schwester am Hufschwestern-Festival teilzunehmen, worauf die beiden sich zerstreiten. Erst zu spät erkennt Rarity, dass Sweetie Belle alles nur gut gemeint hat, und diese will nicht mehr mit ihr zu tun haben. Stattdessen nimmt sie Applejack als ihre große Schwester an und erklärt sich sogar bereit, mit ihr am Hufschwestern-Festival teilzunehmen. Beiden gelingt es beinah, dieses zu gewinnen, und es stellt sich heraus, dass Applejack bereits kurz nach dem Start den Platz mit Rarity getauscht hat. Sweetie Belle erkennt, wie viel Spaß sie mit ihrer wahren Schwester hatte, und beide versöhnen sich wieder. |           |                                    |                                     |                      |                                           |                                 |                                                                |            |
| 32 | 6         | Viel zu viele Schönheitsflecken    | The Cutie Pox                       | 12. Nov. 2011        | 13. Nov. 2012                             | Jayson Thiessen                 | Amy Keating Rogers                                             | 206        |
| Um endlich ihren Schönheitsfleck zu bekommen, trinkt Apple Bloom einen Zaubertrank von Zecora. Zunächst scheint dies erfolgreich zu sein, sie erhält tatsächlich einen Schönheitsfleck und ihre besondere Begabung, doch nach und nach erscheinen weitere Schönheitsflecke auf ihr und sie kann nicht aufhören, die dazu gehörigen Begabungen vorzuführen. Twilight Sparkle erkennt, dass ihre Systeme den Schönheitspocken ähneln, für die jedoch kein Heilmittel bekannt ist. Zecora hingegen hat Samen einer Pflanze, die Apple Bloom helfen können. Diese gedeihen jedoch erst, als Apple Bloom zugibt, wie sie ihre Schönheitsflecken erhalten hat, und können diese wieder zum Verschwinden bringen. |           |                                    |                                     |                      |                                           |                                 |                                                                |            |
| 33 | 7         | Ein Lieblingstier für Rainbow Dash | May the Best Pet Win!               | 19. Nov. 2011        | 14. Nov. 2012                             | James Wootton                   | Charlotte Fullerton                                            | 207        |
| Rainbow Dash will nicht mehr als einzige unter ihren Freundinnen kein Haustier haben. Fluttershy bietet ihr eine Auswahl verschiedener Tiere an. Da Rainbow sich nicht zwischen diesen entscheiden kann, will sie durch einen Wettstreit zwischen ihnen klären, welches Tier am besten zu ihr passt. Nach einer Reihe von Vorausscheidungen lässt sie einen Falken, einen Adler, eine Fledermaus und eine Eule in einem Rennen durch eine Schlucht gegen sich antreten. Das Tier, das zusammen mit ihr die Ziellinie überquert, soll ihr Haustier werden. Ebenfalls nimmt eine Schildkröte teil, obwohl Rainbow diese gar nicht als Haustier in Betracht zieht. Im Verlauf des Rennens löst Rainbow jedoch einen Felssturz aus und wird einklemmt. Während die anderen Tiere sie ignorieren und das Rennen beenden, hilft die Schildkröte ihr, sich zu befreien und trägt sie bis zur Ziellinie. Rainbow erklärt sie daher zu ihrem Haustier und gibt ihr wegen ihrer Ausdauer und Unaufhaltsamkeit den Namen Schildi (im engl. Original Tank). |           |                                    |                                     |                      |                                           |                                 |                                                                |            |
| 34 | 8         | Rainbow Dash, die Retterin         | The Mysterious Mare Do Well         | 26. Nov. 2011        | 15. Nov. 2012                             | Jayson Thiessen                 | Merriwether Williams                                           | 208        |
| Rainbow Dash gelingen einige Heldentaten in Ponyville und sie genießt den daraus resultierenden Ruhm, wird dadurch aber auch deutlich angeberischer und arroganter, doch wird sie wenig später von einem mysteriösen, maskierten Pony übertrumpft. Selbst ihr größter Fan Scootaloo ist von diesem Pony, das als die gute Stute betitelt wird, mehr beeindruckt als von Rainbow Dash. Als es Rainbow schließlich gelingt, die gute Stute zu demaskieren, findet sie heraus, dass Pinkie Pie unter der Maske steckt. Ihre Freundinnen machen ihr klar, dass die sich alle in der Rolle der guten Stute abgewechselt haben, um ihr klarzumachen, dass die es mit ihrer Angeberei übertreibt. |           |                                    |                                     |                      |                                           |                                 |                                                                |            |
| 35 | 9         | Rarity will dazu gehören           | Sweet and Elite                     | 3. Dez. 2011         | 16. Nov. 2012                             | James Wootton                   | Meghan McCarthy                                                | 209        |
| Rarity trifft in Canterlot auf Fancy Pants, der ihr die Tür zur Oberschicht der Stadt öffnet. Dies zwingt sie jedoch sich zu entscheiden, ob sie zu der Canterlot-Gartenparty der Elite oder auf die Geburtsfeier ihrer Freundin Twilight Sparkle gehen will. Sie entschließt sich, Twilight abzusagen und schreibt, dass ihre Katze krank sei, weshalb sie nicht kommen könne. Twilight hingegen verlegt ihre Party schlichtweg nach Canterlot, so dass Rarity versucht beide Partys gleichzeitig zu besuchen. Schließlich bemerken ihre Freundinnen jedoch, dass sie auch noch die andere Party besucht, halten dies jedoch für eine gute Idee von ihr, um ihre Kleider für die große Gallopping-Gala zu vermarkten, entschließen sich aber, ebenfalls die Party aufzusuchen. Dies führt dazu, dass die Aristokraten auf der Party herausfinden, dass Rarity auf einfachen Verhältnissen aus Ponyville stammt, dennoch ist Fancy Pants von einem von Rarity genähten Kleid derart begeistert, dass er sie und ihre Entwürfe vor den anderen Ponys verteidigt. |           |                                    |                                     |                      |                                           |                                 |                                                                |            |
| 36 | 10        | Spike wird raffgierig              | Secret of My Excess                 | 10. Dez. 2011        | 19. Nov. 2012                             | Jayson Thiessen                 | M. A. Larson                                                   | 210        |
| Als Twilight Sparkles Babydrache Spike zu seinem Geburtstag mehrere Geschenke erhält, weckt dies seine Gier und er verlangt mehr Geschenke von allen Ponys. Mit seiner Gier beginnt er am nächsten Tag auch selbst zu wachsen. Er plündert Ponyville, zerstört Gebäude und entführt Rarity. Sämtliche Versuche ihn aufzuhalten scheitern. Erst als er ein Juwel Raritys bemerkt, dass er ihr einst geschenkt hat, und sie klarstellt, dass er im Gegensatz zum kleinen Spike eine gierige Bestie ist, erinnert er sich wieder an seine Vergangenheit und wird wieder zu einem Babydrachen. |           |                                    |                                     |                      |                                           |                                 |                                                                |            |
| 37 | 11        | Großes Theater!                    | Hearth’s Warming Eve                | 17. Dez. 2011        | 22. Nov. 2012                             | James Wootton                   | Merriwether Williams                                           | 213        |
| Am Freundschaftsfeuer-Abend (im Original Hearth’s Warming Eve) führen die Ponys in Canterlot ein traditionelles Theaterstück auf. Rainbow Dash übernimmt die Rolle von Commander Wirbelsturm, Fluttershy spielt Privat Pansy (dt. Fähnrich Fluttershy), Pinkie Pie Kanzler (dt. Pony Nr. 1) Puddingkopf, Applejack spielt Smart Cookie, Rarity Prinzessin Platinum und Twilight Sparkle Clover die Clevere, während Spike den Erzähler gibt. Das Theaterstück spielt in einer Zeit, bevor Celestia Prinzessin wird, als die Erd-, Pegasus- und Einhornponys noch als Stämme getrennt voneinander leben und sich misstrauen. Als ihr Land von einer Eiszeit heimgesucht wird, geben sich die drei Stämme gegenseitig die Schuld an der Lage planen wärmere Gefilde zu besiedeln. Commander Wirbelsturm und Privat Pansy führen die Expedition der Pegasi, Kanzler Puddingkopf und deren Sekretär Smart Cookie die der Erdponys und Prinzessin Platinum und Clover die Clevere die der Einhörner. Die drei Expeditionen nehmen dasselbe Land in Besitz und ihre Anführer beginnen sich darüber zu streiten, während ihre Begleiter vermitteln wollen, worauf auch das neu entdeckte Land in Schnee versinkt. Die Ponys retten sich in eine Höhle, doch als die Anführer beginnen, sich auch darum zu streiten, stürmt und schneit es auch innerhalb der Höhle. Wirbelsturm, Puddingkopf und Platinum frieren in der Kälte ein. Es stellt sich heraus, dass die Kälte von Windigos, Eisgeistern, ausgeht, die von Zwietracht gestärkt werden. Die verbliebenen Ponys schließen Freundschaft, was die Windigos und die Kälte vertreiben kann, worauf die Ponys dort Equestria gründen.                                                                             |           |                                    |                                     |                      |                                           |                                 |                                                                |            |
| 38 | 12        | Die Geschichte von Ponyville       | Family Appreciation Day             | 7. Jan. 2012         | 20. Nov. 2012                             | James Wootton                   | Cindy Morrow                                                   | 211        |
| Apple Bloom soll anlässlich des Familientages ein Familienmitglied zur Schule mitbringen. Da jedoch für diesen Tag die Ernte der Buntäpfel, die nur einmal im Jahr reif werden und innerhalb eines Tages geerntet werden müssen, ansteht, haben weder ihre Schwester Applejack noch ihr Bruder Big McIntosh Zeit, weshalb nur ihre Großmutter Granny Smith bleibt. Apple Bloom fürchtet, dass diese als alte und senile Frau sie vor ihrer Klasse blamieren werde. Die anderen Cutie Mark Crusaders versuchen ihr zu helfen, Grannys Auftritt zu verhindern, haben dabei jedoch keinen Erfolg. Entgegen Apple Blooms Befürchtungen erzählt Granny, wie sie und ihre Entdeckung der Buntäpfel zur Gründung Ponyvilles beitrugen, womit sie Apple Blooms Klasse beeindrucken kann. |           |                                    |                                     |                      |                                           |                                 |                                                                |            |
| 39 | 13        | Pony-Nachwuchs                     | Baby Cakes                          | 14. Jan. 2012        | 21. Nov. 2012                             | Jayson Thiessen                 | Charlotte Fullerton                                            | 212        |
| Pinkie Pie soll die Babys der Cake-Familie betreuen, während diese sich um eine wichtige Lieferung kümmern, doch kommt sie mit diesen nicht zurecht. Die Babys weinen, essen ihren Brei nicht und lassen sich nicht ihre Windeln wechseln. Pinkie will jedoch beweisen, dass sie verantwortungsvoll genug ist, ihre Aufgabe zu erledigen, und lehnt daher Twilight Sparkles Hilfsangebot ab. Als Pinkie die Babys zu Bett bringen will, entkommen diese und es gelingt ihr nicht, sie wieder einzufangen. Die Babys erkennen darauf, dass sie Pinkie zur Verzweiflung bringen und freunden sich mit ihr an. |           |                                    |                                     |                      |                                           |                                 |                                                                |            |
| 40 | 14        | Das letzte Rodeo                   | The Last Roundup                    | 21. Jan. 2012        | 23. Nov. 2012                             | Jayson Thiessen                 | Amy Keating Rogers                                             | 214        |
| Applejack nimmt an einem Rodeo-Wettbewerb in Canterlot teil und verspricht das erhoffte Preisgeld für die Reparatur des beschädigten Rathauses zu verwenden. Als seine Rückkehr erwartet wird, erreicht die anderen Ponys statt Applejack nur ein Brief von ihr, in dem sie schreibt, dass sie nicht zurückkommen und das Geld in Kürze schicken werde. Twilight Sparkle, Rainbow Dash, Pinkie Pie, Fluttershy und Rarity begeben sich auf die Suche nach ihr und können sie schließlich in Dodge Junction aufspüren, doch sie weigert sich, ihren Freundinnen zu sagen, warum sich nicht heimkehren will. Als sie am nächsten Morgen aus der Stadt verschwindet, nehmen die anderen erneut die Verfolgung auf. Als sie sie stellen, finden sie heraus, dass sie beim Rodeo zwar mehrere Medaillen gewonnen hat, jedoch keinen ersten Preis und damit auch kein Preisgeld und daher versuchte, das Geld anderweitig zu verdienen. Es gelingt ihnen, sie zu überzeugen, doch nach Ponyville zurückzukommen. |           |                                    |                                     |                      |                                           |                                 |                                                                |            |
| 41 | 15        | Apfelsaft für alle Ponys           | The Super Speedy Cider Squeezy 6000 | 28. Jan. 2012        | 26. Nov. 2012                             | James Wootton                   | M. A. Larson                                                   | 215        |
| Die Brüder und Geschäftsponys Flim und Flam fordern die Apple-Familie zu einem Wettstreit um die alleinigen Vermarktungsrechte von Cider (in der dt. Übersetzung Apfelsaft) in Ponyville heraus. Wem es gelingt, in einer Stunde mehr Cider zu produzieren, erhält das Monopol auf dieses Getränk. Da die Apples ohne den Verkauf von Cider ihre Farm nicht wirtschaftlich betreiben können, steht für sie ihre Existenz auf dem Spiel. Anfangs können die Apples mit ihrer herkömmlichen Maschine nicht mit der modernen Maschine von Flim und Flam mithalten, doch als Applejacks Freundinnen den Apples helfen, zwingen sie Flim und Flam die Leistung ihrer Maschine zu erhöhen und auf die Qualitätskontrolle zu verzichten, um weiter in Führung zu bleiben. So gelingt es Flim und Flam, den Wettkampf zu gewinnen. Da ihr Cider aufgrund der fehlenden Qualitätskontrolle kein Gefallen der anderen Pony findet, flüchten sie aus der Stadt, weshalb die Apples ihre Plantage behalten und weiter Cider verkaufen können. |           |                                    |                                     |                      |                                           |                                 |                                                                |            |
| 42 | 16        | Rainbow Dash, die Leseratte        | Read It and Weep                    | 4. Feb. 2012         | 27. Nov. 2012                             | Jayson Thiessen                 | Cindy Morrow                                                   | 216        |
| Rainbow Dash bricht sich einen Flügel und muss einige Tage im Krankenhaus verbringen. Twilight Sparkle empfiehlt ihr, die Zeit zu nutzen, um einen Roman über Daring Do zu lesen, Rainbow erachtet Lesen jedoch als uncool und nur für Schlaumeier. Aus Langeweile beginnt sie schließlich, doch in dem Buch zu lesen, und ist sofort davon begeistert. Als sie beim Höhepunkt ankommt, wird sie jedoch aus dem Krankenhaus entlassen, während das Buch dort zurückbleibt. Da Rainbow von ihren Freundinnen nicht selbst als Schlaumeierin dastehen will, traut sie sich nicht Twilight zu bitten, ihr das Buch aus ihrer Bücherei auszuleihen, sondern entschließt sich nachts in das Krankenhaus einzubrechen um das Buch zu stehlen. Sie wird dabei jedoch erwischt und nach einer Verfolgung durch Ponyville gestellt, worauf sie zugibt, dass sie gerne liest und eine Schlaumeierin ist. Twilight stellt ihr gegenüber klar, das jedes Pony Spaß am Lesen haben kann. |           |                                    |                                     |                      |                                           |                                 |                                                                |            |
| 43 | 17        | Herz- und Huf-Tag                  | Hearts and Hooves Day               | 11. Feb. 2012        | 3. Dez. 2012                              | James Wootton                   | Meghan McCarthy                                                | 217        |
| Da ihre Lehrerin Cheerilee Single ist, entschließen die Cutie Mark Crusaders, den perfekten Hengst für sie zu finden und ihn mit ihr zu verkuppeln. Ihre Wahl fällt dabei auf Apple Blooms Bruder Big McIntosh. Da ein romantisches Picknick nicht genügt, um die beiden Ponys zusammenzubringen, entschließen sich die Crusaders, einen Liebestrank für die beiden zu brauen, merken jedoch, dass diese nun derart ineinander verliebt sind, dass sie alles andere ignorieren. Der einzige Weg, die Wirkung des Trankes zu beenden, ist, eine Stunde lang zu verhindern, dass die Liebenden sich in die Augen sehen. Die Crusaders versuchen, Cheerilee und Big McIntosh getrennt zu halten, was ihnen durch dessen überlegene Stärke jedoch schwerfällt. Indem sie ihn mit einer Fallgrube aufhalten, können sie die Blicke der beiden lange genug voneinander abhalten. |           |                                    |                                     |                      |                                           |                                 |                                                                |            |
| 44 | 18        | Ein ganz besonderer Freund         | A Friend in Deed                    | 18. Feb. 2012        | 28. Nov. 2012                             | Jayson Thiessen                 | Amy Keating Rogers                                             | 218        |
| Pinkie Pie versucht sich mit einem Esel namens Cranky Doodle Esel, der in Ponyville einzieht, anzufreunden, doch dieser hat kein Interesse daran, Freundschaften zu schließen. Während ihrer Versuche, ihn besser kennenzulernen, zerstört sie versehentlich sei Fotoalbum, worauf Cranky nichts mehr mit ihr zu tun haben will. Aus einem Blick, den sie noch in das Album werfen konnte, sowie einigen Kommentaren Crankys folgert Pinkie, dass dieser jahrelang nach der Eseldame Matilda, einer Bekannten Pinkies, gesucht hat. Als Pinkie diese Cranky vorstellt, erklärt er Pinkie Pie, dass er vor Jahren in diese verliebt gewesen sei, sie aber aus den Augen verlor und in ganz Equestria suchte, außer in Ponyville, wo er sich zur Ruhe setzen wollte. Glücklich mit Matilda vereint ist er bereit Pinkies Freundschaft zu akzeptieren. |           |                                    |                                     |                      |                                           |                                 |                                                                |            |
| 45 | 19        | Fluttershy setzt sich durch        | Putting Your Hoof Down              | 3. März 2012         | 29. Nov. 2012                             | James Wootton                   | Handlung: Charlotte Fullerton Schauspiel: Merriwether Williams | 219        |
| Um ihre Schüchternheit zu überwinden, belegt Fluttershy bei Iron Will ein Selbstbehauptungsseminar. Dieser verspricht, dass die Teilnahme nur dann etwas kostet, wenn sie mit dem Ergebnis zufrieden ist. Der Kurs verwandelt Fluttershy in eine brutale Schlägerin. Erst als sie auch zu ihren Freundinnen Pinkie Pie und Rarity unfreundlich ist, erkennt sie, was aus ihr geworden ist, und schließt sich in ihrer Hütte ein. Iron Will versucht von ihr die Gebühr für seinen Kurs von Fluttershy einzutreiben, doch diese weigert sich zu zahlen, da sich nicht mehr zufrieden ist. Dabei erkennt sie, dass sie früher glücklicher war und nimmt wieder ihre schüchternen und zurückhaltenden Charakterzüge an. |           |                                    |                                     |                      |                                           |                                 |                                                                |            |
| 46 | 20        | Zeitreisen                         | It’s About Time                     | 10. März 2012        | 30. Nov. 2012                             | Jayson Thiessen                 | M. A. Larson                                                   | 220        |
| Twilight bekommt Besuch von sich selbst aus der Zukunft. Ihr zukünftiges Ich, das vom nächsten Dienstagmorgen zu ihr zurückgereist ist, versucht ihr etwas Wichtiges über die Zukunft mitzuteilen, doch da Twilight ihr anderes Ich unterbricht, kann dieses ihre Mitteilung nicht beenden, bevor ihr Zeitreisezauber endet und sie wieder verschwindet. Twilight schließt daraus, dass eine Katastrophe bevorsteht, vor der sie sich bewahren wollte, und setzt alles daran, diese zu verhindern. Sämtliche Versuche, Equestria sicher vor Katastrophen zu machen, führen nur dazu, dass sie mehr und mehr aussieht, wie ihr Ich aus der Zukunft aussah, weshalb sie sich entschließt, gemeinsam mit Spike und Pinkie Pie in die Bücherei in Canterlot einzubrechen, um mit einem dortigen Zauber die Zeit anzuhalten, bis sie eine Lösung findet. Doch der Dienstagmorgen bricht an, bevor sie diesen Zauber findet, und es geschieht keine Katastrophe. Twilight erkennt, dass sie sich wegen nichts verrückt gemacht hat und Pinkie findet einen Zauber, der es Twilight ermöglicht, für einige Momente in die Vergangenheit zu reisen. Diese nutzt ihn, um sich selbst mitzuteilen, dass sie sich keine Sorgen machen brauche, kann dies jedoch nicht ausrichten, da sie von ihrem vergangenen Ich unterbrochen wird. |           |                                    |                                     |                      |                                           |                                 |                                                                |            |
| 47 | 21        | Spike, das Drachenpony             | Dragon Quest                        | 17. März 2012        | 6. Feb. 2013                              | James Wootton                   | Merriwether Williams                                           | 221        |
| Um mehr über seine Herkunft herauszufinden, entschließt sich Spike, der großen Drachenwanderung zu folgen. Twilight Sparkle, Rainbow Dash und Rarity folgen ihm als Drache verkleidet. Nach anfänglichen Schwierigkeiten wird Spike von einer Gruppe Jungdrachen akzeptiert und will bei diesen bleiben. Als die anderen Drachen mit ihm ein Phönixnest ausnehmen, weigert er sich jedoch, ein von ihm erbeutetes Ei zu zertrümmern. Mit Hilfe von Twilight, Rainbow und Rarity kann er von den anderen Drachen entkommen und sieht ein, dass er körperlich zwar ein Drache ist, aber lieber die Ponys als Freunde hat. |           |                                    |                                     |                      |                                           |                                 |                                                                |            |
| 48 | 22        | Fluttershy und die Fliegerei       | Hurricane Fluttershy                | 24. März 2012        | 7. Mai 2013                               | Jayson Thiessen                 | Cindy Morrow                                                   | 222        |
| Um die Wolkenproduktion Cloudsdales zu versorgen, sollen die Pegasi Ponyvilles Wasser aus einem ihrer Reservoirs mittels eines Tornados in die Wolkenstadt befördern. Rainbow Dash hofft, nicht nur die dafür nötigen 800 Flügelstärken zu erreichen, sondern den Rekord für den stärksten Tornado zu brechen. Sie setzt zum Ziel, dass alle Pegasi mindestens 10,0 Flügelstärken erreichen sollen, Fluttershy, ohnehin nicht die beste Fliegerin, schafft aufgrund ihrer Nervosität nur 0,5 Flügelstärken und will daher gar nicht bei der Erzeugung des Tornados mitmachen. Ihre Tiere können sie zwar überzeugen, doch ihr Bestes zu geben, aber selbst nach hartem Training kommt sie nicht über 2,3 Flügelstärken. Als am Tag des Tornados 8 Pegasi erkranken, gelingt es den verbliebenen im ersten Versuch nicht, einen ausreichend starken Tornado zu erzeugen, und beim zweiten Versuch stagnieren sie bei 795 Flügelstärken, bis Fluttershy sich entschließt, doch einzugreifen und die fehlenden Flügelstärken leisten kann. |           |                                    |                                     |                      |                                           |                                 |                                                                |            |
| 49 | 23        | Gabby Gums macht Geschichte        | Ponyville Confidential              | 31. März 2012        | 7. Feb. 2013                              | James Wootton                   | M. A. Larson                                                   | 223        |
| Die Cutie Mark Crusaders versuchen ihre Schönheitsflecken zu bekommen, indem sie Artikel für ihre Schülerzeitung schreiben. Ihre Chefredakteurin Diamond Tiara ist jedoch von ihren ersten Artikeln nicht begeistert und verlangt stattdessen, dass diese Klatsch über andere Ponys enthalten, den sie unter dem Künstlernamen Gabby Gums veröffentlichen. Anfangs finden ihre Geschichten sogar außerhalb der Schule großen Anklang, doch von je mehr Ponys sie Privates veröffentlichen, desto mehr beginnen diese, Gabby Gums zu hassen. Als schließlich herauskommt, dass die Crusaders hinter Gabby Gums stecken, richtet sich dieser Hass gegen sie wollen ihre Stelle bei der Zeitung kündigen, doch Diamond Tiara erpresst sie mit Photos ihres Zeitungsphotographen weiterzuschreiben. Daher reichen sie im letzten Moment einen Artikel ein, so dass diese nicht mehr die Zeit hat, ihn zu kontrollieren. Der Artikel stellt sich als offener Brief heraus, in dem die Crusaders sich bei den Ponys der Stadt entschuldigen, während Diamond Tiara von ihrer Lehrerin ihrer Stelle als Chefredakteurin enthoben wird. |           |                                    |                                     |                      |                                           |                                 |                                                                |            |
| 50 | 24        | Pinkie und Twilight ermitteln      | MMMystery on the Friendship Express | 7. Apr. 2012         | 8. Feb. 2013                              | Jayson Thiessen                 | Amy Keating Rogers                                             | 224        |
| Pinkie Pie, Rainbow Dash, Fluttershy, Twilight Sparkle, Applejack und Rarity transportieren für die Cakes eine Marzipantorte zu einem Dessertwettbewerb. Ebenfalls an Bord des Zuges sind deren Konkurrenten Gustave le Grand mit seinen Éclairs, Donut Joe mit der Donutstadt Donutopia und Mulia Mild mit ihrem Elch aus Mousse au Chocolat. Als am nächsten Morgen mehrere Bissen aus der Torte fehlen, verdächtigt Pinkie nacheinander die drei anderen Bäcker, ohne jedoch Beweise zu haben. Nachdem der Zug durch einen Tunnel gefahren ist, fehlen auch noch Bissen aus den anderen drei Desserts, worauf Twilight die Ermittlungen übernimmt. Sie findet Beweise, dass Rainbow, Fluttershy und Rarity von der Torte genascht haben, da sie ihn nach Pinkies Beschreibung unwiderstehlich fanden. Pinkie findet schließlich heraus, dass die anderen Bäcker gegenseitig von ihren Werken probiert hatten, nachdem Pinkie diese während ihrer Verdächtigungen beschrieben hat. Pinkie schlägt vor, die Überreste der vier Desserts zu einem vollständigen zu vereinen, das den ersten Preis gewinnt, bevor Pinkie es verschlingt. |           |                                    |                                     |                      |                                           |                                 |                                                                |            |
| 51 | 25        | Hochzeit in Canterlot – Teil 1     | A Canterlot Wedding – Part 1        | 21. Apr. 2012        | 5. Nov. 2012                              | Jayson Thiessen & James Wootton | Meghan McCarthyin                                              | 225        |
| Twilight Sparkle und ihre Freundinnen werden zur Hochzeit zwischen Twilights Bruder Shining Armor und ihrer ehemaligen Fohlensitterin Prinzessin Mi Amore „Cadance“ Cadenza in Canterlot eingeladen. Shining Armor ist damit beschäftigt, mittels seiner Magie einen Schild um Canterlot zu bilden, da die Stadt von einem unbekannten Feind bedroht wird und Cadenza gibt sich Twilight gegenüber ungewohnt kühl und unfreundlich. Als Twilight darüber hinaus bemerkt, wie Cadenza Shining Armor verzaubert, stellt sie diese während der Probe zur Hochzeit zur Rede, doch ihr Benehmen wird mit dem Stress der Hochzeitsvorbereitungen abgetan und der Zauber sollte Shining Armors Aussage nach gegen dessen Migräne helfen. Twilight wird alleine zurückgelassen, bis Cadenza zu ihr zurückkehrt und durch einen Zauber im Boden verschwinden lässt. |           |                                    |                                     |                      |                                           |                                 |                                                                |            |
| 52 | 26        | Hochzeit in Canterlot – Teil 2     | A Canterlot Wedding – Part 2        | 21. Apr. 2012        | 5. Nov. 2012                              | Jayson Thiessen & James Wootton | Meghan McCarthy                                                | 226        |
| Twilight Sparkle findet sich in einer Höhle unter Canterlot wieder, wo sie auf Cadance trifft, die klarstellt, dass die Cadenza, die Twilight traf, sie zuvor eingesperrt und ersetzt hat. Twilight und Cadance versuchen zur Oberfläche zu kommen und können diese während der Hochzeitszeremonie erreichen, wo sie Cadenza zur Rede stellen. Diese gibt ihre Identität als Chrysalis, Königin der Wechselponys, Gestaltwandler, die sie von der Liebe anderer Ponys ernähren, Preis. Sie zwingt Shining Armor den Schild um die Stadt fallen zu lassen, so dass ihre Untergebenen in die Stadt eindringen können. Prinzessin Celestia greift Chrysalis an, wird jedoch von ihr besiegt. Twilight und ihre Freundinnen versuchen, die Elemente der Harmonie zu holen, um Chrysalis damit zu bekämpfen, doch es gelingt ihnen nicht, sich zwischen den eindringenden Wechselponys hindurchzukämpfen und die Elemente zu erreichen. Cadance schafft es jedoch, mit ihrer Magie und ihrer Liebe Shining Armor zu stärken, so dass dieser den Schild wieder errichten kann, was die Wechselponys aus der Stadt vertreibt. Wenig später findet die tatsächliche Hochzeit zwischen Cadance und Shining Armor statt. |           |                                    |                                     |                      |                                           |                                 |                                                                |            |

## Staffel 3
Die Erstausstrahlung der dritten Staffel war vom 10. November 2012 bis zum 16. Februar 2013 auf dem US-amerikanischen Kabelsender The Hub zu sehen. Die deutschsprachige Erstausstrahlung sendeten der Schweizer und der deutsche Nickelodeon vom 4. November bis zum 3. Dezember 2013 fast zeitgleich.
| Nr. (ges.) | Nr. (St.) | Deutscher Titel                  | Originaltitel               | Erstausstrahlung USA | Deutschsprachige Erstausstrahlung (CH) | Regie                           | Drehbuch                           | Prod.- Nr. |
| --- | --------- | -------------------------------- | --------------------------- | -------------------- | -------------------------------------- | ------------------------------- | ---------------------------------- | ---------- |
| 53 | 1         | Das Kristall-Königreich – Teil 1 | The Crystal Empire – Part 1 | 10. Nov. 2012        | 4. Nov. 2013                           | James Wootton & Jayson Thiessen | Meghan McCarthy                    | 301        |
| Prinzessin Celestia informiert Twilight Sparkle darüber, dass vor tausend Jahren König Sombra über das Kristall-Königreich im Norden herrschte. Zwar wurde dieser gestürzt, konnte dabei aber auch das Königreich zum Verschwinden bringen. Nun ist dieses zurückgekehrt und Sombra versucht erneut, es unter seine Kontrolle zu bringen. Celestia hat bereits Prinzessin Cadance und Shining Armor dorthin geschickt, Twilight soll mit ihren Freundinnen diese im Kampf gegen Sombra unterstützen. Sie sieht dies als Prüfung ihrer Schülerin Twilight an und besteht darauf, dass es Twilight allein ist, die den beiden die finale Hilfe bietet. Cadance kann Sombra mit einem Zauber fernhalten, diesen jedoch nicht dauerhaft aufrechterhalten. Da die Ponys des Königreichs keine Erinnerungen an die Zeit vor Sombras Sturz haben, können sie Twilight nicht weiterhelfen; in der Bücherei findet sie jedoch Informationen über einen Kristall-Jahrmarkt, der Liebe und Einheit des Reiches erhalten sollte. Die Pony rufen diese Tradition wieder ins Leben, um durch die damit wiederhergestellte Einheit Sombra fernzuhalten. Tatsächlich bringen sie so die Erinnerungen und Lebensfreude der Kristallponys zurück, merken aber erst während das Fest bereits läuft, dass dessen zentraler Bestandteil ein Kristallherz ist, das Sombra vor seinem Sturz versteckt hat. Darüber hinaus bricht Cadances Zauber zusammen und Sombra beginnt in die Stadt einzudringen. |           |                                  |                             |                      |                                        |                                 |                                    |            |
| 54 | 2         | Das Kristall-Königreich – Teil 2 | The Crystal Empire – Part 2 | 10. Nov. 2012        | 5. Nov. 2013                           | James Wootton & Jayson Thiessen | Meghan McCarthy                    | 302        |
| Cadance kann ihren Zauber wieder aufnehmen, doch ein Teil von Sombras Horn ist bereits in die Stadt eingedrungen und beginnt sich auszubreiten. Während Twilight Sparkles Freundinnen das Fest am Laufen halten und verhindern, dass die Kristallponys herausfinden, dass sie nicht das richtige Kristallherz haben, begibt sie sich selbst auf die Suche nach dem Herz. Sie erlaubt Spike, sie zu begleiten, nicht jedoch ihr zu helfen, da Celestia sie angewiesen hatte, dies allein zu tun. Schließlich findet sie das Herz, wird jedoch von einem Zauber Sombras gefangen. Sie merkt dass, wenn sie weiter versuchen würde, allein das Herz zu Cadance und Shining Armor zu bringen, sie das gesamte Kristall-Königreich in Gefahr bringen würde, weshalb sie Spike anweist, das Herz zu nehmen, auch wenn das bedeutet, dass sie Celestias Prüfung nicht besteht. Nachdem Spike das Kristallherz zu Cadance gebracht hat, können die Kristallponys es mit ihrer Liebe und Einheit erfüllen und Sombra besiegen. Später versichert Celestia Twilight, dass diese ihren Test bestanden habe. |           |                                  |                             |                      |                                        |                                 |                                    |            |
| 55 | 3         | Zu viele Pinkie Pies             | Too Many Pinkie Pies        | 17. Nov. 2012        | 6. Nov. 2013                           | Jayson Thiessen                 | Dave Polsky                        | 303        |
| Um sich nicht mehr entscheiden zu müssen, mit welchen ihrer Freunde Pinkie Pie Spaß haben will, nutzt sie einen magischen Spiegelteich, um sich selbst zu duplizieren. Doch die Situation gerät bald außer Kontrolle: Die Duplikate duplizieren sich selbstständig weiter und haben nur Interesse an Spaß, weshalb sie Unheil in ganz Ponyville anrichten. Twilight Sparkle findet einen Zauber, der es ihr ermöglicht, die Duplikate in den Teich zurückzuschicken, muss dafür aber herausfinden, welche Pinkie Pie die echte ist, um nicht versehentlich diese in den Spiegelteich zu schicken. Alle Duplikate behaupten, sie seien das Original; nur die echte Pinkie Pie ist sich nicht sicher. Sie weiß aber, dass die Echte alles für ihre Freunde tun würde und schlägt daher vor, allen Pinkies eine langweilige Aufgabe zu stellen. Diejenige, die nicht aufgeben würde, wäre demnach die Echte. Der Plan funktioniert und Twilight kann alle Duplikate zurückschicken, bis nur noch die Echte übrig bleibt. |           |                                  |                             |                      |                                        |                                 |                                    |            |
| 56 | 4         | Besuch aus Mähnhattan            | One Bad Apple               | 24. Nov. 2012        | 7. Nov. 2013                           | James Wootton                   | Cindy Morrow                       | 304        |
| Apple Blooms Cousine Babs Seed kommt aus Mähnhattan zu Besuch. Da sie noch keinen Schönheitsfleck hat, hoffen die Cutie Mark Crusaders, dass sie sich ihnen anschließen würde, doch stattdessen schließt sie sich den Bullys Diamond Tiara und Silver Spoon an. Sie zerstört deren Wagen für die Ernteparade und nimmt ihnen ihr Clubhaus ab. Da sie jedoch nicht als Petzen dastehen wollen, verraten sie sie nicht bei Applejack. Um sich zu rächen, bauen die Crusaders einen neuen Wagen, den sie jedoch sabotieren, so dass er während der Parade versagt, und verleiten Babs dazu, ihnen diesen abzunehmen. Erst als diese bereits unterwegs ist, merken die Crusaders, dass sich Babs nur deshalb Diamond Tiara und Silver Spoon angeschlossen hat, weil sie selbst in Mähnhattan Opfer von Bullys war. Es gelingt ihnen, Babs aus dem sabotierten Wagen zu retten, worauf diese sich den Crusaders anschließt und nach ihrer Heimkehr in Mähnhattan eine Zweigstelle eröffnen will. |           |                                  |                             |                      |                                        |                                 |                                    |            |
| 57 | 5         | Das Einhorn-Amulett              | Magic Duel                  | 1. Dez. 2012         | 3. Dez. 2013                           | Jayson Thiessen                 | M. A. Larson                       | 305        |
| Trixie erwirbt ein magisches Artefakt – das Einhorn-Amulett (orig.: „Alicorn Amulet“), welches ihre magischen Fähigkeiten steigert, sie jedoch korrumpiert. Sie fordert Twilight zum Duell; der Verlierer müsse dabei Ponyville verlassen. Da Twilights Magie derer des Amulettes nicht gewachsen ist, verliert sie und wird von Trixie aus Ponyville verbannt, wo diese die Herrschaft übernimmt. Twilights Freundinnen finden jedoch ein Buch mit Informationen über das Amulett und bringen es Twilight. Nach einem Training unter Zecora kehrt Twilight mit einem anderen Amulett zurück, das sie von Zecora erhalten hat. Trixie erklärt sich zu einem weiteren Duell bereit, doch diesmal kann Twilight Zaubertricks vorführen, die selbst die des Einhorn-Amulettes übertreffen. Davon beeindruckt nimmt Trixie Twilight ihr Amulett ab und ersetzt ihr Einhorn-Amulett damit, doch es stellt sich heraus, dass Twilights Amulett wertlos und ihre Zauber nur Tricks und Illusionen waren mit dem Ziel, Trixie dazu zu bringen, das Einhorn-Amulett abzulegen, so dass diese von dessen Einfluss befreit wurde. |           |                                  |                             |                      |                                        |                                 |                                    |            |
| 58 | 6         | Schlaflos in Ponyville           | Sleepless in Ponyville      | 8. Dez. 2012         | 11. Nov. 2013                          | James Wootton                   | Corey Powell                       | 306        |
| Die drei Cutie Mark Crusaders sowie Applejack, Rarity und Rainbow Dash befinden sich auf einem Campingausflug. Scootaloo nutzt diese Gelegenheit, um zu versuchen vor ihrem Idol Rainbow Dash gut dazustehen, ist jedoch von deren Geistergeschichten am abendlichen Lagerfeuer derart eingeschüchtert, dass sie vor Alpträumen kaum schlafen kann und am nächsten Tag übermüdet ist. Rainbows Geistergeschichte in der nächsten Nacht verursacht ihr erneut Alpträume, doch diesmal erscheint ihr auch Luna, die als Prinzessin der Nacht die Verantwortung für die Träume der Ponys trägt. Diese macht ihr klar, dass ihre größte Angst nicht nur in ihren Alpträumen existiert, sondern auch, wenn sie erwacht, und sie sich dieser stellen müsse. Als sie erwacht, glaubt sie, dass eine ihrer Alptraumgestalten sich in der Höhle befindet, in der die Ponys für die Nacht Unterschlupf gesucht haben, und versucht zu flüchten. Sie stürzt dabei in einen Fluss und droht einen Wasserfall hinabzustürzen, doch Rainbow Dash merkt rechtzeitig, dass sie nicht mehr in ihrem Schlafsack ist und kann sie retten. Scootaloo stellt sich darauf ihrer waren Angst, dass Rainbow Dash sie für feige halten könnte und gibt zu, dass die Angst sie aus der Höhle getrieben hat. Doch Rainbow Dash gesteht, dass ihr diese Geschichten früher auch Angst eingejagt haben und verspricht, Scootaloo von nun an unter ihre Fittiche zu nehmen. |           |                                  |                             |                      |                                        |                                 |                                    |            |
| 59 | 7         | Nicht um jeden Preis             | Wonderbolts Academy         | 15. Dez. 2012        | 12. Nov. 2013                          | Jayson Thiessen                 | Merriwether Williams               | 307        |
| Rainbow Dash wird in die Akademie der Wonderbolts aufgenommen. Nach einem ersten Test unter Captain Spitfire werden die dortigen Pegasi in Paare aus Leitponys und Flankenponys aufgeteilt. Rainbow Dash hofft auf eine Position als Leitpony, wird jedoch Lightning Dusts Flankenpony, da diese eine größere Bereitschaft zeigt, bis an ihre Grenzen zu gehen, jedoch auch eine größere Risikobereitschaft an den Tag legt. Während eines Wettbewerbs, welches Team am meisten Wolken auflösen kann, bringt Lightning Dust Rainbow Dash dazu, mit ihr einen Tornado zu erzeugen, der ihr jedoch außer Kontrolle gerät und den Ballon von Rainbow Dashs Freundinnen, die ihr ein Care-Paket bringen wollen, zum Absturz bringt. Rainbow gelingt es, ihre Freundinnen zu retten; Lightning Dust interessiert sich hingegen nur dafür, dass ihr Tornado erfolgreich alle Wolken aufgelöst hat. Da Rainbow Dash glaubt, dass dieses Verhalten von den Wonderbolts toleriert wird, will sie diese verlassen, doch Spitfire wirft stattdessen Lightning Dust wegen ihrer rücksichtslosen Vorgehensweise heraus und ernennt Rainbow Dash zum Leitpony. |           |                                  |                             |                      |                                        |                                 |                                    |            |
| 60 | 8         | Das Familienfest der Apples      | Apple Family Reunion        | 22. Dez. 2012        | 14. Nov. 2013                          | Jayson Thiessen                 | Cindy Morrow                       | 309        |
| Das Familientreffen der Apple-Familie steht an und Applejack übernimmt die Vorbereitungen. Beim Versuch, das Treffen perfekt zu gestalten, plant Applejack es bis ins letzte Detail durch und die von ihr angesetzten Aktivitäten lassen den Gästen keine Zeit, Gespräche zu führen oder in Erinnerungen zu schwelgen. Schließlich kommt der Heuwagen, mit dem sie eine Fahrt durch die Apfelplantage unternehmen, von der Strecke ab und reißt die Scheune der Familie nieder. Beim gemeinsamen Wiederaufbau der Scheune können die Apples endlich Zeit miteinander verbringen und haben Spaß, so dass sie das Familientreffen doch noch in angenehmer Erinnerung behalten. |           |                                  |                             |                      |                                        |                                 |                                    |            |
| 61 | 9         | Spike zu Diensten                | Spike at Your Service       | 29. Dez. 2012        | 15. Nov. 2013                          | James Wootton                   | Merriwether Williams & Dave Polsky | 310        |
| Spike wird im Everfree Forest von Timberwölfen angegriffen. Da Applejack ihn rettet, schuldet er ihr sein Leben und bietet ihr daher seine ewigen Dienste an. Da diese nicht will, dass Spike sich verpflichtet fühlt, ihr zu helfen, versucht sie es ihm zu ermöglichen, seine Schuld zurückzuzahlen. Daher helfen ihre Freundinnen ihr, einen Angriff eines Timberwolfs vorzutäuschen, vor dem Spike sie retten soll. Spike erkennt jedoch, dass der Wolf eine Fälschung ist, allerdings locken die vorgetäuschten Rufe des Wolfs echte Timberwölfe an, die Applejack angreifen. Spike kann sie vor dem Wolf retten und so seine Schuld zurückzahlen. |           |                                  |                             |                      |                                        |                                 |                                    |            |
| 62 | 10        | Discord wird ein guter Drache    | Keep Calm and Flutter On    | 19. Jan. 2013        | 18. Nov. 2013                          | Jayson Thiessen                 | Dave Polsky & Teddy Antonio        | 311        |
| Prinzessin Celestia bitte Fluttershy und deren Freundinnen, Discord zu bekehren, damit dieser seine Magie für das Gute einsetzt. Die sechs nutzen die Elemente der Harmonie, um ihn zu befreien, worauf dieser sofort beginnt, Chaos zu verbreiten. Mit der Drohung ihn erneut zu versteinern zwingen die Ponys Discord, dies rückgängig zu machen, merken aber nicht, dass er einige Biber verzaubert. Während die anderen Ponys Discord misstrauen, versucht Fluttershy seine Freundschaft und Vertrauen zu gewinnen, indem sie ihm einige Freiheiten lässt und nett zu ihm ist, was sogar einige Erfolge zeigt, bis die Ponys bemerken, dass die von Discord verzauberten Biber einen Damm gebaut haben, der Sweet Apple Acres überflutet. Discord erklärt sich nur bereit, die Verzauberung aufzuheben, wenn Fluttershy verspricht, niemals ihr Element der Harmonie gegen ihn einzusetzen. Während die anderen Ponys dies für zu riskant halten, stimmt Fluttershy zu und legt ihr Element ab. Discord hält sich nicht an sein Versprechen, sondern verwandelt die Überschwemmung in eine Eisfläche, erkennt dann aber, dass, wenn er weiter Chaos verbreitet, er Fluttershy als seinen einzigen Freund, den er je hatte, verlieren würde, und erklärt sich bereit, seine Magie künftig für das Gute zu verwenden, zumindest meistens. |           |                                  |                             |                      |                                        |                                 |                                    |            |
| 63 | 11        | Juwelenkuchen und Haustiere      | Just for Sidekicks          | 26. Jan. 2013        | 13. Nov. 2013                          | James Wootton                   | Corey Powell                       | 308        |
| Während die Ponys ins Kristall-Königreich aufbrechen, verspricht Spike, sich für sechs Edelsteine um deren Haustiere zu kümmern. Da Spike nur Interesse daran hat, aus den Edelsteinen einen Kuchen zu backen, bittet er die Cutie Mark Crusaders, sich für einen der Edelsteine um die Tiere zu kümmern. Bis er merkt, dass diese damit nicht zurechtkommen, haben sie den Edelstein schon ausgegeben. Zecora erkennt, dass Spikes Gier nach Edelsteinen ihm wichtiger als die Pflege der Tiere ist und bietet ihm an, ihn für einen Edelstein von seinem schlechten Glück mit diesen zu befreien, den sie für wohltätige Zwecke spendet. Den dritten Edelstein muss er Granny Smith geben, damit diese keinem Pony verrät, wie Spike die Haustiere behandelt. Da Fluttershys Hase Angel in einen Zug flüchtet, muss er den vierten Edelstein ausgeben, um für sich und die Cutie Mark Crusaders Fahrkarten zu kaufen und den Hasen einzufangen, doch der Zug fährt Richtung Kristall-Königreich ab, bevor sie ihn verlassen können. Den fünften Edelstein muss Spike an Bord des Zuges ausgeben, da die Tiere einen Buffetwagen zerstören. Im Kristall-Königreich muss Spike schließlich den letzten Edelstein als Wurfgeschoss verwenden, damit niemand die Tiere bemerkt. Als die Ponys, die aus dem Königreich heimfahren, sich im Zug in das Abteil setzen, in denen Spike, die Crusaders und die Tiere sich verstecken, erkennt er, dass er sich besser um die Tiere hätte kümmern müssen und entschuldigt sich bei diesen, doch hat er den ganzen Tag nichts gegessen und sein knurrender Magen droht ihn zu verraten, worauf Angel den letzten Edelstein zurückholt, damit Spike diesen essen kann. |           |                                  |                             |                      |                                        |                                 |                                    |            |
| 64 | 12        | Die Equestria-Spiele             | Games Ponies Play           | 9. Feb. 2013         | 19. Nov. 2013                          | James Wootton                   | Dave Polsky                        | 312        |
| Während Spike auf deren Haustiere aufpasst, begeben sich Twilight Sparkle und deren Freundinnen ins Kristall-Königreich, um Prinz Shining Armor und Prinzessin Cadance zu helfen, dass das Königreich als nächster Austragungsort für die Equestria-Spiele ausgewählt wird. Cadance plant zur Begrüßung der Inspektorin eine Frisur zu tragen, wie die Traditionen des Imperiums dies bei der Begrüßung wichtiger Gäste vorschreiben, doch ihre Friseuse ist erkrankt, weshalb Rarity diese Aufgabe übernimmt, während die anderen Ponys die Inspektorin vom Bahnhof abholen und beschäftigen wollen, bis Rarity ihre Arbeit vollendet hat. Jedoch verwechseln sie die Inspektorin mit einer Touristin und lassen sie am Bahnhof stehen, während sie der Touristin eine Führung durch das Schloss und die Sportanlagen bieten. Als die Ponys dies bemerken, begeben sie sich auf die Suche nach der richtigen Inspektorin, diese trifft jedoch auf die Touristin, die ihr erzählt, wie warmherzig sie in der Stadt willkommen wurde. Die Inspektorin ist dadurch von der Gastfreundschaft des Kristall-Königreich derart begeistert, dass sie ihm die nächsten Spiele zuspricht. |           |                                  |                             |                      |                                        |                                 |                                    |            |
| 65 | 13        | Prinzessin Twilight              | Magical Mystery Cure        | 16. Feb. 2013        | 20. Nov. 2013                          | Jayson Thiessen                 | M. A. Larson                       | 313        |
| Die Schönheitsflecken von Twilight Sparkles Freundinnen sind vertauscht, und mit ihnen auch das, was sie für ihre besonderen Begabungen und Aufgaben halten. Rarity kontrolliert das Wetter Ponyvilles, Rainbow kümmert sich um Fluttershys Tiere, Fluttershy versucht die Ponys der Stadt zu unterhalten, Pinkie Pie bewirtschaftet Sweet Apple Acres und Applejack näht Kleider, alle jedoch ohne Erfolg. Twilight vermutet, dass dies verursacht wurde, als sie einen unvollendeten Zauber von Starswirl dem Bärtigen vervollständigen wollte. Sie bringt ihre Freundinnen dazu, sich gegenseitig bei den Aufgaben zu helfen, die sie normalerweise ausführen, wodurch sie sich an ihre wahre Begabung erinnern und ihre richtigen Schönheitsflecken zurückerhalten. Twilight vervollständigt Starswirls Zauber, der die Elemente der Harmonie der anderen Ponys aktiviert. Diese versetzen Twilight an einen Ort außerhalb von Equestria, wo Prinzessin Celestia ihr erläutert, dass sie ein weites Stück ihres Weges zurückgelegt hat und es nun Zeit für eine Veränderung sei. Zurück in Ponyville erkennt Twilight, dass sie nun Flügel hat und damit zum Alihorn, einem Pegasus-Einhorn, geworden ist. Laut Celestia hat sie dadurch auch den Status einer Prinzessin erreicht, zu der sie gekrönt wird. |           |                                  |                             |                      |                                        |                                 |                                    |            |

## Staffel 4
Die Erstausstrahlung der vierten Staffel war vom 23. November 2013 bis zum 10. Mai 2014 auf dem US-amerikanischen Kabelsender Hub Network zu sehen. Die deutschsprachige Erstausstrahlung ersten zwölf Episoden sendete der deutsche Disney Channel vom 4. April bis zum 9. Mai 2015. Der Rest der Staffel wurde am 15. September 2015 auf Netflix veröffentlicht. Eine Ausstrahlung im Free-TV erfolgte vom 24. Oktober bis zum 12. Dezember 2015 auf Disney Channel.
| Nr. (ges.) | Nr. (St.) | Deutscher Titel                      | Originaltitel                      | Erstausstrahlung USA                     | Deutschsprachige Erstausstrahlung (D, AT, CH)   | Regie                        | Drehbuch                                             | Prod.- Nr. |
| --- | --------- | ------------------------------------ | ---------------------------------- | ---------------------------------------- | ----------------------------------------------- | ---------------------------- | ---------------------------------------------------- | ---------- |
| 66 | 1         | Prinzessin Twilight Sparkle – Teil 1 | Princess Twilight Sparkle – Part 1 | 23. Nov. 2013                            | 4. Apr. 2015                                    | Jayson Thiessen & Jim Miller | Meghan McCarthy                                      | 401        |
| Während ihre Freundinnen in Ponyville sind, hilft Prinzessin Twilight Sparkle in Canterlot bei der Vorbereitung auf die anstehende Sommersonnfeier. In der Nacht verschwinden jedoch die Prinzessinnen Celestia und Luna. Darüber hinaus herrschen Tag und Nacht zugleich und der Everfree Forest breitet sich nach Ponyville aus. Twilight fliegt nach Ponyville und hat gemeinsam mit ihren Freundinnen den Verdacht, dass Discord hinter den Ereignissen steckt, dieser weist jedoch jegliche Schuld von sich ab. Stattdessen schlägt er den Ponys vor, Zecora zu fragen, da diese den Wald bewohnt. Diese bietet Twilight Sparkle einen Zaubertrank an, der ihr Visionen aus der Vergangenheit zeigt. Sie findet sich in Thronsaal des alten Schlosses von Celestia und Luna wieder, als Luna zu Nightmare Moon wird. |           |                                      |                                    |                                          |                                                 |                              |                                                      |            |
| 67 | 2         | Prinzessin Twilight Sparkle – Teil 2 | Princess Twilight Sparkle – Part 2 | 23. Nov. 2013                            | 4. Apr. 2015                                    | Jayson Thiessen & Jim Miller | Meghan McCarthy                                      | 402        |
| Twilight Sparkle erlebt, wie Celestia gegen Nightmare Moon kämpft und diese schließlich mit den Elementen der Harmonie besiegt. Da diese ihr keine nützlichen Informationen bietet, nimmt sie einen weiteren Schluck des Tranks und sieht Celestias und Lunas Sieg über Discord. Anschließend erlebt sie, wie Celestia und Luna die Elemente der Harmonie als einen Teil des Baumes der Harmonie fanden. Twilight erkennt, dass sie den Baum retten muss, um so das unkontrollierte Wachstum des Everfree Forests einzudämmen. Sie begibt sich mit ihren Freundinnen in den Wald, diese bestehen jedoch darauf, dass sie nach Ponyville zurückkehrt, da nach dem Verschwinden von Celestia und Luna sich nicht noch eine weitere Prinzessin in Gefahr begeben soll. Erst Discord gelingt es sie zu überzeugen, ihren Freundinnen zu folgen. Die Ponys geben ihre Elemente der Harmonie an den Baum zurück, der darauf den Wald wieder in seinen natürlichen Zustand versetzt und Celestia und Luna befreit. Darüber hinaus erhält Twilight aus einer Knospe des Baums eine Kiste mit sechs Schlüssellöchern. Zurück in Ponyville trink Twilight auf Discords Anraten einen weiteren Schluck des Zaubertrankes und sieht, dass der Baum durch Wurzeln von Samen geschwächt worden ist, die Discord gepflanzt hatte, unmittelbar bevor Luna und Celestia ihn besiegt hatten und länger benötigt haben, um ihre Wirkung zu erzielen, als Discord angenommen hat. |           |                                      |                                    |                                          |                                                 |                              |                                                      |            |
| 68 | 3         | Ponygrusel im Schloss                | Castle Mane-ia                     | 30. Nov. 2013                            | 11. Apr. 2015                                   | Jayson Thiessen & Jim Miller | Josh Haber                                           | 403        |
| Twilight Sparkle begibt sich mit Spike in die Ruine des alten Schlosses von Celestia und Luna in der Hoffnung, dort ein Buch mit Informationen über ihre kürzlich erhaltene Kiste zu finden. Währenddessen durchkämmen auch Fluttershy und Rarity das Schloss auf der Suche nach antiken Wandteppichen und Rainbow Dash und Applejack suchen es auf, weil sie herausfinden wollen, wer von ihnen mutiger ist und es länger in der angeblich von einem Geist, dem Schattenpony, heimgesuchten Ruine aushält. Voneinander nichts wissend erschrecken sie sich wiederholt voreinander und vor einem mysteriösen Pony, das die Orgel des Schlosses spielt und damit diverse Mechanismen auslöst, nur Twilight bleibt ruhig und findet ein Buch, das Informationen über die Geschichte des Schlosses bietet und die Mechanismen der Orgel erklärt. Als die Ponys zusammentreffen, kann Twilight sie schließlich beruhigen und die Situation aufklären. Der Organist stellt sich unterdessen als Pinkie Pie heraus. |           |                                      |                                    |                                          |                                                 |                              |                                                      |            |
| 69 | 4         | Wo bleibt Daring?                    | Daring Don’t                       | 7. Dez. 2013                             | 11. Apr. 2015                                   | Jayson Thiessen & Jim Miller | Dave Polsky                                          | 404        |
| Da die Veröffentlichung des nächsten Buches über Daring Do von A.K. Yearling um zwei Monate verschoben wurde, wollen Rainbow Dash und ihre Freundinnen die Autorin besuchen, um sie bei der Fertigstellung des Romans zu unterstützen. Bei ihr eingetroffen stellt sich jedoch heraus, dass es sich bei Yearling um Daring Do handelt, die von einigen anderen Ponys angegriffen wird. Die Angreifer können ihr einen magischen, goldenen Ring entwenden und damit entkommen mit dem Ziel, diesen an Daring Dos Erzrivalen Ahuizotl zu verkaufen. Daring Do will diese allein verfolgen, durch Rainbows unbedachtes Eingreifen wird sie jedoch von Ahuizotl gefangen genommen. Um sie zu retten, starten Rainbow Dashs Freundinnen einen Frontalangriff auf Ahuizotls Festung, während Rainbow Daring Do befreit. Daring Do stellt klar, dass sie sich absichtlich hat gefangen nehmen lassen, um Ahuizotls Festung zu infiltrieren. Gemeinsam mit Rainbow Dash kann sie Ahuizotls Pläne mit dem Ring vereiteln, dessen Festung zerstören und entkommen, während dieser Rache schwört. |           |                                      |                                    |                                          |                                                 |                              |                                                      |            |
| 70 | 5         | Kampf bis zum Ende                   | Flight to the Finish               | 14. Dez. 2013                            | 18. Apr. 2015                                   | Jayson Thiessen & Jim Miller | Ed Valentine                                         | 405        |
| Um als Flaggenträger Ponyvilles für die Equestria-Spiele ausgewählt zu werden, studieren die Cutie Mark Crusaders eine Choreografie ein, die das Zusammenleben von Erdponys, Einhörnern und Pegasi in der Stadt repräsentieren soll. Eine erste Vorstellung vor Rainbow Dash findet deren Anklang, doch fürchtet Scootaloo, da sie nicht fliegen kann, die Pegasi nicht repräsentieren zu können. Daher versucht sie bis zur Vorstellung der Choreografie im Kristall-Königreich fliegen zu lernen und dies in die Choreografie einzubauen. Die Crusaders trainieren die ganze Nacht hindurch und sind daher bei der Generalprobe derart erschöpft, dass diese misslingt. Da es Scootaloo auch bis zum nächsten Tag nicht gelingt zu fliegen, ist sie derart von sich enttäuscht, dass sie nicht mit den anderen Ponys ins Kristall-Königreich aufbricht. Rainbow Dash überzeugt Apple Bloom und Sweetie Belle jedoch davon, zu ihr zurückzukehren. Gemeinsam bringen sie sie dazu, doch die ursprüngliche Choreografie vorzuführen, mit der sie die Position als Flaggenträger gewinnen. |           |                                      |                                    |                                          |                                                 |                              |                                                      |            |
| 71 | 6         | Power-Ponys                          | Power Ponies                       | 21. Dez. 2013                            | 18. Apr. 2015                                   | Jayson Thiessen & Jim Miller | Charlotte Fullerton, Betsy McGowen & Meghan McCarthy | 406        |
| Während Twilight Sparkle und ihre Freundinnen die Schlossruine von Celestia und Luna renovieren, liest Spike ein Superheldencomic, in dem die Power-Ponys den Antagonisten, die Mähnen-Irre, bekämpfen. Dabei werden er und die Ponys jedoch in das Comic hineinversetzt und in die Power-Ponys verwandelt. Twilight wird zu Maskiertes Matterhorn, die aus ihrem Horn verschiedene Strahlen schießen kann. Pinkie Pie wird zu Fili-Second, die über Supergeschwindigkeit verfügt. Rainbow Dash hat die Rolle von Zapp inne, die Blitze und Tornados erzeugen kann. Rarity kann als Radiance nützliche Gegenstände herbei beschwören. Applejack, die zu Mistress Mare-velous wird, kann mit ihrem Lasso und Hufeisen angreifen. Fluttershy schließlich kann in ihrer Rolle als Saddle Rager sich in eine Hulk-ähnliche Gestalt verwandelt, wenn sie wütend wird. Nur Spike verfügt als der Sidekick Hum-Dumm über keine Superkräfte. Die Ponys versuchen zu verhindern, dass die Mähnen-Irre eine Waffe zum Einsatz bringen kann, die ihr die Kontrolle über die Stadt Mare-tropolis verschaffen würde, werden jedoch von ihr mit einem Haarspray-Strahl, der sie lähmt und ihre Superkräfte neutralisiert, gefangen genommen. Nur Hum-Dumm lässt sie laufen, da sie in ihm als Sidekick ohne Superkräfte keine Bedrohung sieht. Es gelingt diesem jedoch, einige Lakaien der Mähnen-Irren außer Gefecht zu setzen und zu verhindern, dass sie weiter den Haarspray-Strahl gegen die Power-Ponys einsetzen kann. Gemeinsam gelingt es ihnen mit ihren Superkräften die Mähnen-Irre zu besiegen, worauf sie in ihre Welt zurück versetzt werden. |           |                                      |                                    |                                          |                                                 |                              |                                                      |            |
| 72 | 7         | Flutterflughund                      | Bats!                              | 28. Dez. 2013                            | 25. Apr. 2015                                   | Jayson Thiessen & Jim Miller | Merriwether Williams                                 | 407        |
| Applejacks Apfelplantage ist von Vampir-Fruchtflughunden befallen, die den Saft aus sämtlicher ihrer Äpfel trinken. Fluttershy schlägt vor, ein Reservat für die Flughunde in der Plantage zu errichten, da diese auch nützliche Eigenschaften haben, Applejack ist jedoch der Meinung, dass dies zu lange dauert und die Flughunde in der Zwischenzeit zu viel Schaden anrichten würden. Twilight Sparkle schlägt vor, einen Zauber einzusetzen, der die Tiere davon abhalten soll, weiter über die Äpfel herzufallen, dafür benötigt sie jedoch Fluttershys Hilfe, da nur diese die Flughunde mit ihrem starren Blick lange genug an einem Ort festhalten kann. Fluttershy stimmt zunächst gegen diesen Plan, lässt sich dann aber von ihren Freundinnen dennoch dazu überreden. Der Zauber gelingt, doch am nächsten Morgen sind erneut Äpfel ausgesaugt. Um diesem auf den Grund zu gehen, überwachen die Ponys in der Nacht die Plantage. Dabei stellt sich heraus, dass Fluttershy in einen Vampir-Flughund verwandelt ist, da Twilights Zauber die Eigenschaften der Vampir-Fruchtflughunde versehentlich auf sie übertragen hat. Indem Applejack den größten Apfel ihrer Plantage opfert, mit dem sie einen Preis gewinnen wollte, können die Ponys Fluttershy anlocken und Twilight gelingt es ihren Zauber umzukehren und Fluttershy wieder zu einem normalen Pegasus zu machen. Für die Vampir-Flughunde wird darauf entsprechend Fluttershys ursprünglichem Vorschlag ein Reservat gebaut. |           |                                      |                                    |                                          |                                                 |                              |                                                      |            |
| 73 | 8         | Rarity in Mähnhattan                 | Rarity Takes Manehattan            | 4. Jan. 2014                             | 25. Apr. 2015                                   | Jayson Thiessen & Jim Miller | Dave Polsky                                          | 408        |
| Rarity reist mit ihren Freundinnen nach Mähnhattan, um dort ihre neuesten Modeentwürfe bei einem Wettbewerb vorzuführen. Eine ihrer Konkurrentinnen, Suri Polomare, bittet Rarity dabei um etwas von ihren Stoffen, um ihre Kollektion aufzubessern, verwendet ihn jedoch dazu, um von ihrer Assistentin Coco Pommel ein Plagiat von Raritys Entwürfen anfertigen zu lassen. Rarity fürchtet, dass man ihre Kleider für Plagiate halten würde, weshalb ihre Freundinnen ihr anbieten, ihr beim Entwurf neuer Kleider zu helfen. Rarity nutzt ihr Angebot aus und bring sie dazu, solange weiterzuarbeiten, dass sie ein Musical in der Stadt verpassen, die sie besuchen wollten und bringt die Kleider nach deren Fertigstellung zum Wettbewerb, ohne sich bei ihren Freundinnen zu bedanken. Erst als sie nach der Vorstellung der Kleider sieht, dass ihre Freundinnen nicht im Publikum sind, merkt sie, wie unfreundlich sie ihnen gegenüber war und begibt sich auf die Suche nach ihnen. Als sie sie findet, stellen diese klar, dass sie Raritys Handlung verstehen können und die Aufführung nur verpasst haben, da sie nach der langen Arbeit für Rarity verschlafen haben, bedauern jedoch von Suri gehört zu haben, dass Rarity den Wettbewerb nicht gewonnen hat. Rarity lädt sie darauf zu einer Exklusivaufführung des Musicals ein, die sie für sie organisiert. Nach der Aufführung gesellt sich Coco zu den Ponys, übergibt Rarity den Siegespokal und sagt ihr, dass sie doch gewonnen hat, aber Suri hoffte, dass sie zur Siegerin erklärt würde, wenn Rarity ihren Preis nicht abholte, weshalb Coco ihren Job bei ihr kündigte. Neben den Pokal gibt sie Raritiy noch ein Geschenk, das sich als regenbogenfarbene Garnrolle herausstellt. |           |                                      |                                    |                                          |                                                 |                              |                                                      |            |
| 74 | 9         | Pinkie Apple Pie                     | Pinkie Apple Pie                   | 11. Jan. 2014                            | 2. Mai 2015                                     | Jayson Thiessen & Jim Miller | Natasha Levinger                                     | 409        |
| Pinkie Pie findet durch eine genealogische Schriftrolle heraus, dass sie möglicherweise mit der Apple-Familie verwandt ist. Da jedoch der entscheidende Teil der Schriftrolle verschmiert ist, ist Applejack sich nicht sicher, daher bricht sie mit Apple Bloom, Big McIntosh, Granny Smith und Pinkie zu ihrer Verwandten Goldie Delicious auf, die über entsprechende Aufzeichnungen verfügt. Während der Reise wollen die Apples Pinkie ihre Familie von der besten Seite zeigen, jedoch bricht unterwegs ihr Reisewagen zusammen, obwohl Big McIntosh behauptet, ihn vorher überprüft zu haben. Als die Ponys die Reise per Floß fortsetzen, verliert Apple Boom ihre Karte, Granny Smith dirigiert sie in die falsche Richtung und Applejack bricht das Steuerrad ab, weshalb sie sich gegenseitig Vorwürfe machen. Sie erkennen jedoch schließlich, dass jeder selbst zu den Missgeschicken beigetragen hat und fürchten, dass Pinkie von ihnen enttäuscht ist. Pinkie, die sieht, dass die Apples trotz der Streitigkeiten weiter zusammenhalten, ist umso glücklicher, möglicherweise zu dieser Familie zu gehören. Bei Goldie Delicious angekommen, sieht diese in ihrem Ahnenbuch nach, die entscheidende Stelle ist jedoch ebenso verschmiert wie die Schriftrolle, weshalb sie Pinkies Zugehörigkeit zur Apple-Familie weder beweisen noch widerlegen kann, Applejack sieht sie nach den gemeinsamen Erlebnissen dennoch als Teil der Familie an. |           |                                      |                                    |                                          |                                                 |                              |                                                      |            |
| 75 | 10        | Rainbow kommt zur Vernunft           | Rainbow Falls                      | 18. Jan. 2014                            | 2. Mai 2015                                     | Jayson Thiessen & Jim Miller | Corey Powell                                         | 410        |
| Rainbow Dash, Fluttershy und Bulk Biceps bilden Ponyvilles Team für die Qualifikation im Staffelflug der Equestria-Spiele. Da weder Fluttershy noch Bulk Biceps die begabtesten Flieger sind, liegt ihre Hoffnung für die Qualifikation auf Rainbow. Ihre stärksten Konkurrenten sind dabei Spitfire, Soarin’ und Fleetfoot, drei Wonderbolts aus Rainbows alter Heimat Cloudsdale. Als sich Soarin’ während des Trainings verletzt, bieten die Wonderbolts Rainbow an, solange Soarin’ ausfällt, dessen Rolle im Training einzunehmen. Unbemerkt von ihren Teamkameraden nimmt sie dieses Angebot wahr, bis die Wonderbolts ihr anbieten, auch während des Rennens mit ihnen zu fliegen. Unfähig, sich zwischen den Teams von Cloudsdale und Ponyville zu entscheiden, tut sie so, als sei sie verletzt. Als sie jedoch merkt, dass Soarin’ gar nicht mehr flugunfähig ist, erkennt sie, dass so keines der Teams die Qualifikation schaffen kann, und bring die Wonderbolts dazu, mit Soarin’ zu fliegen, während sie für Ponyville fliegt, so dass beide Teams sich qualifizieren können. Spitfire gibt Rainbow darauf ihr Wonderbolt-Abzeichen. |           |                                      |                                    |                                          |                                                 |                              |                                                      |            |
| 76 | 11        | Drei ist Einer zu viel               | Three’s A Crowd                    | 25. Jan. 2014                            | 9. Mai 2015                                     | Jayson Thiessen & Jim Miller | Meghan McCarthy & Ed Valentine                       | 412        |
| Während Twilight Sparkle etwas Freizeit mit ihrer Schwägerin Cadance verbringen will, taucht Discord in Ponyville auf. Da er schwer erkrankt ist, bittet er Twilight und Cadance, sich um ihn zu kümmern. Um ein Gegenmittel gegen seine Krankheit herzustellen, brechen sie zu dritt zu einem Hügel am Rande Equestrias auf, auf dem eine Blume wächst, aus der sich ein Elixier brauen lässt. Discord wartet vor dem Hügel, während Twilight und Cadance ihn besteigen. Die Blume stellt sich dabei als so groß wie ein Baum heraus und als Twilight und Cadance sie mit ihrer Einhornmagie ausreißen, bricht ein Tatzlwurm aus dem Boden hervor und greift beide an. Sie können den Wurm gemeinsam besiegen und kehren zu Discord zurück, wobei sich herausstellt, dass dieser gar nicht krank war, sondern nur herausfinden wollte, ob Twilight tatsächlich für ihn bis ans Ende Equestrias reisen würde. Allerdings greift der Tatzlwurm erneut an und infiziert Discord mit einer richtigen Krankheit. Twilight und Cadance bringen ihn nach Ponyville zurück, wo Fluttershy ihn gesund pflegt. |           |                                      |                                    |                                          |                                                 |                              |                                                      |            |
| 77 | 12        | Pinkies Stolz                        | Pinkie Pride                       | 31. Jan. 2014 (online) 1. Feb. 2014 (TV) | 9. Mai 2015                                     | Jayson Thiessen & Jim Miller | Jayson Thiessen & Amy Keating Rogers                 | 411        |
| Pinkie Pie plant eine Party für Rainbow Dashs Geburtstag und Jahrestag ihres Einzugs in Ponyville. Im Laufe der Vorbereitungen kommt der Party-Planer Cheese Sandwich in die Stadt und bietet Rainbow an, eine noch bessere Party zu organisieren. Pinkie fürchtet, nicht mehr das beste Party-Pony in Ponyville zu sein und fordert Cheese zu einem Spaß-Duell heraus mit Rainbow als Schiedsrichterin, die entscheiden soll, wer ihre Party veranstalten soll. Pinkie merkt jedoch, dass der Wettkampf zu keiner guten Party führt und überlässt darauf Cheese freiwillig den Vortritt. Da sie sich nicht mehr als das Party-Pony von Ponyville sieht, will sie die Stadt verlassen, ihre Freunde überzeugen sie jedoch, dass Cheese nur ein Gast-Party-Pony ist, während sie immer für die Einwohner Ponyvilles da ist. Auch Cheese selbst stimmt diesem zu und gesteht, dass er erst zum Party-Pony wurde, als er bei einer von Pinkies Partys vor langer Zeit anwesend war. Cheese und Pinkie bereiten Rainbows Party gemeinsam vor, so dass diese zu einem Erfolg wird. Im Anschluss schenkt Cheese Pinkie sein Gummihuhn Feiges Huhn, bevor er die Stadt wieder verlässt. |           |                                      |                                    |                                          |                                                 |                              |                                                      |            |
| 78 | 13        | Das einfache Leben                   | Simple Ways                        | 8. Feb. 2014                             | 15. Sept. 2015 (Netflix) 24. Oktober 2015 (TV)  | Jayson Thiessen & Jim Miller | Josh Haber                                           | 413        |
| Rarity, die die Festivitäten zum Gründungstag Ponyvilles vorbereitet, möchte damit den Trendsetter Trenderhoof, in den sie verliebt ist, beeindrucken. Dieser verliebt sich jedoch stattdessen in Applejack, die kein Interesse an Trenderhoof hat. Um Trenderhoof für sich zu gewinnen, versucht Rarity Applejacks bäuerliche Lebensweise zu imitieren und will sogar das Gründungsfest zu einem Country-Fest machen. Erst als Applejack im Gegenzug beginnt, Rarity zu imitieren, merkt sie, dass ihre Vorgehensweise nicht nur keinen Erfolg hat, sondern sie dadurch auch nicht mehr sie selbst ist, und gibt ihre Imitationsversuche auf. |           |                                      |                                    |                                          |                                                 |                              |                                                      |            |
| 79 | 14        | Flutter-Vanilli                      | Filli Vanilli                      | 15. Feb. 2014                            | 15. Sept. 2015 (Netflix) 25. Oktober 2015 (TV)  | Jayson Thiessen & Jim Miller | Amy Keating Rogers                                   | 414        |
| Die Musikgruppe Pony Tones plant einen Auftritt bei einem Fundraiser für Fluttershys Tiere. Big McIntosh, eines ihrer Mitglieder, verliert jedoch kurz vor dem Auftritt seine Stimme. Fluttershy bringt ihn zu Zecora, die jedoch nicht in der Lage ist, ihn rechtzeitig zu heilen. Sie bietet jedoch an, ein Mittel aus Giftschleiche anzufertigen, das Fluttershys Stimme so tief wie die von Big McIntosh klingen lässt. Da Fluttershy jedoch Angst hat, öffentlich aufzutreten, soll Big McIntosh auf der Bühne nur seine Lippen bewegen, während Fluttershy hinter dem Vorhang versteckt singt. Der Fundraiser wird zu einem Erfolg; Fluttershy findet Gefallen an ihren verdeckten Auftritten und will weiterhin für Big McIntosh singen. Während eines ihrer Auftritte reißt sie jedoch versehentlich den Bühnenvorhang zu Boden, wodurch die Zuschauer sehen, dass sie singt. Zwar sind diese begeistert von ihr, sie wird jedoch von ihrer Angst überwältigt und flüchtet. Ihre Freundinnen können sie jedoch dazu bringen, ihre Angst zu überwinden und gemeinsam mit den Pony Tones aufzutreten, wenn auch vorerst nur vor kleinem Publikum. |           |                                      |                                    |                                          |                                                 |                              |                                                      |            |
| 80 | 15        | Twilight-Zeit                        | Twilight Time                      | 22. Feb. 2014                            | 15. Sept. 2015 (Netflix) 1. November 2015 (TV)  | Jayson Thiessen & Jim Miller | Dave Polsky                                          | 415        |
| Als sich herumspricht, dass Prinzessin Twilight Sparkle Apple Bloom, Sweetie Belle und Scootaloo unterrichtet, hoffen deren Schulkameraden durch sie der Prinzessin näher zu kommen. Diese nutzen ihre neu gewonnene Popularität aus, um Gefallen von ihnen zu bekommen. Da alle Schulkameraden sie zu ihrem nächsten Treffen mit Twilight begleiten, bietet diese an, alle zu unterrichten, findet dann jedoch heraus, dass Apple Bloom, Sweetie Belle und Scootaloo sie nur genutzt haben, um ihre eigene Popularität zu erhöhen. Da sie außerdem keine Zeit hatten, um Fortschritte in den Fähigkeiten zu erzielen, die Twilight ihnen beibringt, will diese ihr Angebot, sie zu unterrichten, zunächst beenden. Sie erklärt sich denn jedoch bereit, sich weiter mit Apple Bloom, Sweetie Belle und Scootaloo zu treffen, wenn sie dies nicht publik machen. |           |                                      |                                    |                                          |                                                 |                              |                                                      |            |
| 81 | 16        | Nicht leicht, ein Breezie zu sein    | It Ain’t Easy Being Breezies       | 1. März 2014                             | 15. Sept. 2015 (Netflix) 7. November 2015 (TV)  | Jayson Thiessen & Jim Miller | Natasha Levinger                                     | 416        |
| Die Breezies, kleine insektenartige Kreaturen, durchqueren Ponyville. Dabei wird jedoch eine Gruppe von den anderen getrennt. Während einer von ihnen, Seabreeze, auf einen baldigen Aufbruch drängt, wollen die anderen Breezies sich zunächst bei Fluttershy erholen. Da Fluttershy jeden ihrer Wünsche erfüllt, wollen sie sie gar nicht mehr verlassen, trotz dass Seabreeze den Weiterflug anordnet. Er bricht daher alleine auf, wird jedoch von einem Schwarm Bienen angegriffen, vor dem Fluttershy ihn retten kann. Sie erkennt, dass es nicht gut für die Breezies ist, von ihr verwöhnt zu werden und zu bleiben. Sie bringt sie daher dazu, weiterzufliegen, während sie Seabreeze nahelegt, freundlicher zu seinen Artgenossen zu sein, damit diese auf ihn hören. Es stellt sich jedoch heraus, dass die Gruppe zu klein ist, um den Weg allein zu schaffen, weshalb Twilight sich und ihre Freundinnen kurzzeitig auch in Breezies verwandelt, damit sie diese begleiten können. In ihrer Heimat angekommen überreicht Seabreeze Fluttershy eine Blüte als Abschiedsgeschenk. |           |                                      |                                    |                                          |                                                 |                              |                                                      |            |
| 82 | 17        | Das Aufpasser-Pony                   | Somepony to Watch Over Me          | 8. März 2014                             | 15. Sept. 2015 (Netflix) 8. November 2015 (TV)  | Jayson Thiessen & Jim Miller | Scott Sonneborn                                      | 417        |
| Applejack will eine Ladung Apfelkuchen ausliefern, macht sich unterwegs jedoch derartige Sorgen um ihre kleine Schwester Apple Bloom, die alleine zu Hause ist, dass sie umkehrt. Sie beginnt, Apple Bloom vor allen denkbaren Gefahren zu schützen und wie ein Baby zu behandeln, weshalb diese versucht zu beweisen, dass Applejack nicht ständig auf sie aufpassen muss. Dazu will sie die Kuchen ausliefern, mit denen Applejack zurückgekehrt ist, stellt jedoch fest, dass der Weg durch einen Sumpf führt, in dem sie von einer Chimäre angegriffen wird. Applejack, die ihre Abwesenheit bemerkt hat und ihr gefolgt ist, kann sie retten, ist aber derart beeindruckt, dass Apple Bloom alleine so weit gekommen ist, dass sie sie in Zukunft nicht mehr rund um die Uhr umsorgen will. |           |                                      |                                    |                                          |                                                 |                              |                                                      |            |
| 83 | 18        | Maud Pie                             | Maud Pie                           | 15. März 2014                            | 15. Sept. 2015 (Netflix) 15. November 2015 (TV) | Jayson Thiessen & Jim Miller | Noelle Benvenuti                                     | 419        |
| Pinkie Pies Schwester Maud Pie ist zu Besuch in Ponyville. Pinkie versucht, sie mit ihren Freundinnen bekannt zu machen, aufgrund Mauds verschlossener Art fällt es diesen jedoch schwierig, sich mit ihr anzufreunden. Pinkie baut daher eine Aktivität auf, die die Interessen ihrer Freundinnen und Mauds vereint. Beim Vorführen wird sie in einem für Maud errichteten Steinhaufen eingeklemmt und beinahe von einem Felsen erschlagen, vor dem Maud sie retten kann. Maud tut es leid, dass Pinkie sich in Gefahr gebracht hat, damit sie sich mit ihren Freundinnen anfreundet und kehrt nach Hause zurück. Twilight Sparkle erkennt, dass ihre gemeinsame Freundschaft zu Pinkie Pie ein Band zwischen ihnen und Maud bildet, weshalb sie ihr folgen und doch noch Freundschaft mit ihr schließen können. |           |                                      |                                    |                                          |                                                 |                              |                                                      |            |
| 84 | 19        | Sweetie Belle in Aktion              | For Whom the Sweetie Belle Toils   | 22. März 2014                            | 15. Sept. 2015 (Netflix) 21. November 2015 (TV) | Jayson Thiessen & Jim Miller | Dave Polsky                                          | 420        |
| Rarity hilft ihrer Schwester Sweetie Belle, Kostüme für eine Theateraufführung anzufertigen, jedoch werden diese derart überragend, dass das Publikum nur von diesen begeistert ist, nicht von der eigentlichen Aufführung. Sweetie Belle beschuldigt daher ihre Schwester, dies beabsichtigt zu haben, um sie aus dem Rampenlicht zu drängen und erinnert sich an eine vergleichbare Situation an ihrem fünften Geburtstag. Daher sabotiert sie heimlich ein Kleid, das Rarity für einen ihrer wichtigsten Kunden, Sapphire Shores, angefertigt hat. In der Nacht träumt sie, dass sie eine Auszeichnung für ihr Theaterstück erhält, diese jedoch von Rarity zerstört wird. Anschließend erscheint ihr Luna, die Prinzessin der Nacht, und zeigt ihr ihre Geburtstagsfeier aus Raritys Perspektive, wodurch ihr klar wird, dass diese nur in ihrem Interesse gehandelt hat, um die Party zu retten. Darauf zeigt sie ihr eine Vision von Raritys Vorstellung des Kleides bei Sapphire Shores, die aufgrund von Sweetie Belles Sabotage misslingt, was Raritys Karriere als Modedesigner zerstört. Sweetie Belle tut ihre Tat daher Leid und sie folgt am nächsten Morgen Rarity zu Sapphire Shores. Sie kann das Paket mit dem sabotierten Kleid entwenden, bevor Sapphire Shores dieses anprobiert, und gesteht Rarity, was sie getan hat. Sweetie Belle repariert das Kleid und fügt sogar noch eine kleine Verbesserung hinzu, weshalb Sapphire Shores davon begeistert ist. |           |                                      |                                    |                                          |                                                 |                              |                                                      |            |
| 85 | 20        | Der magische Flim-Flam-Wundertrank   | Leap of Faith                      | 29. März 2014                            | 15. Sept. 2015 (Netflix) 22. November 2015 (TV) | Jayson Thiessen & Jim Miller | Josh Haber                                           | 421        |
| Flim und Flam sind nach Ponyville zurückgekehrt und versuchen dort ein angebliches Allheilmittel zu verkaufen. In einer Demonstration gelingt es ihnen, ein Pony von seinen Beschwerden zu heilen, weshalb Granny Smith das Elixier erwirbt. Auch ihr geht es augenblicklich besser und sie will dies nutzen, um ihre frühere Karriere als Turmspringerin fortzusetzen. Applejack findet jedoch heraus, dass das Mittel wirkungslos ist und das geheilte Pony, Silver Shill, bezahlt wurde, um so zu tun, als würde das Mittel ihm helfen. Applejack sieht, dass Granny, die an die Wirkung des Elixiers glaubt, nun glücklicher ist und sagt ihr daher nicht, dass es wirkungslos ist. Dadurch können Flim und Flam noch mehr Elixier verkaufen und befördern Silver Shill zum Verkäufer. Erst als Granny glaubt, durch den Trank einen Turmsprung in ein zu kleines Becken machen zu können, hält Applejack sie davon ab und sagt die Wahrheit über das Mittel. Auch Silver Shill erkennt, dass es falsch war, das wirkungslose Mittel zu verkaufen, kündigt seinen Job bei Flim und Flam und gibt Applejack eine Goldmünze, die er durch den Verkauf verdient hat, als Andenken. |           |                                      |                                    |                                          |                                                 |                              |                                                      |            |
| 86 | 21        | Die Geschichte der Wonderbolts       | Testing Testing 1, 2, 3            | 5. Apr. 2014                             | 15. Sept. 2015 (Netflix) 28. November 2015 (TV) | Jayson Thiessen & Jim Miller | Amy Keating Rogers                                   | 422        |
| Rainbow Dashs Freundinnen helfen ihr, sich auf eine Prüfung über die Geschichte der Wonderbolts vorzubereiten, die sie bestehen muss, um in deren Reserve aufgenommen zu werden. Allerdings sind weder Twilight Sparkles Unterricht noch alternative Lehrmethoden von Fluttershy, Pinkie Pie und Rarity erfolgreich. Twilight erkennt jedoch, dass Rainbow Dash eine erhöhte Aufmerksam hat, während sie fliegt. Indem sie ihr die Geschichte der Wonderbolts vorführen, während Twilight gemeinsam mit Rainbow fliegt, können die anderen Ponys ihr helfen, sich diese zu merken, wodurch sie den Test besteht. |           |                                      |                                    |                                          |                                                 |                              |                                                      |            |
| 87 | 22        | Die Handelsmesse                     | Trade Ya!                          | 19. Apr. 2014                            | 15. Sept. 2015 (Netflix) 14. November 2015 (TV) | Jayson Thiessen & Jim Miller | Scott Sonneborn                                      | 418        |
| Twilight Sparkle und ihre Freunde besuchen die Rainbow Falls Handelsmesse, um dort Tauschgeschäften nachzugehen. Darüber hinaus ist Twilight als Prinzessin für die Einhaltung der dortigen Regeln zuständig. Rarity und Applejack entdecken gleichzeitig jeweils einen Gegenstand, den sie sich nur leisten können, wenn sie ihre Tauschobjekte zusammenlegen. Da sie sich nicht einigen können, wer sein Wunschobjekt kaufen kann, entschließen sie sich, der anderen jeweils ein kleines Geschenk zu kaufen. Twilight will unterdessen einige ihrer Bücher verkaufen, Pinkie Pies Versuche diese anzupreisen machen ihr jedoch klar, dass die Bücher für sie einen höheren sentimentalen Wert haben. Gleichzeitig versucht Rainbow Dash mit Fluttershys Hilfe eine Erstausgabe eines Daring Do-Buches zu kaufen. Die Händlerin, die dieses Buch anbietet, ist bereit dieses gegen einen Orthos einzutauschen. Mit einer Reihe von Tauschgeschäften gelingt es Rainbow und Fluttershy, ein solches Tier zu erwerben, da die Händlerin das Tier jedoch nicht selbst erziehen kann, verlangt sie zusätzlich, dass Fluttershy bei ihr bleibt, um dies zu übernehmen. Rainbow stimmt diesem Augenblicklich zu und Fluttershy will ihr nicht widersprechen. Erst danach wird Rainbow klar, was der Tausch für Fluttershy bedeutet und sie bittet Twilight, diesen für ungültig zu erklären. Da jedoch keine Regel verletzt wird, ist sie dazu nicht in der Lage, doch Rainbows Bitte überzeugt die Händlerin, den Tausch rückgängig zu machen. Stattdessen tauscht Rainbow den Orthos gegen eine Vogelpfeife ein, die Fluttershy sich gewünscht hatte. |           |                                      |                                    |                                          |                                                 |                              |                                                      |            |
| 88 | 23        | Inspirations-Manifestation           | Inspiration Manifestation          | 26. Apr. 2014                            | 15. Sept. 2015 (Netflix)                        | Jayson Thiessen & Jim Miller | Meghan McCarthy & Corey Powell                       | 423        |
| Als einem Kunden eine Schöpfung von Rarity nicht gefällt, fürchtet diese, ihre Kreativität verloren zu haben. Um ihr zu helfen, holt Spike ihr aus der Ruine von Celestias altem Schloss ein magisches Buch. Rarity wendet den darin stehenden Zauber an, der ihre Kreativität antreibt und mit ihrer Magie hervorzubringen, sie aber auch korrumpiert. Sie weigert sich, das Buch wieder herzugeben, und wendet ihre kreative Magie ungefragt auf andere Ponys und deren Besitz an. Erst als Spike ihr klarmacht, was aus ihr geworden ist, bricht dies den Zauber und sie kehrt zu ihrem alten Selbst zurück. |           |                                      |                                    |                                          |                                                 |                              |                                                      |            |
| 89 | 24        | Die Equestria-Spiele                 | Equestria Games                    | 3. Mai 2014                              | 15. Sept. 2015 (Netflix) 6. Dezember 2015(TV)   | Jayson Thiessen & Jim Miller | Dave Polsky                                          | 424        |
| Spike soll bei der Eröffnungsfeier der Equestria-Spiele die Fackel der Spiele mit seinem Feueratem entzünden. Als er jedoch merkt, vor wie vielen Zuschauer er dabei auftreten soll, versagen ihm die Nerven und er ist nicht in der Lage, das Feuer zu entzünden, weshalb Twilight Sparkle dies unbemerkt mit einem Zauber macht. Enttäuscht will Spike seinen Fehler wieder gutmachen, indem er nach dem Staffelflug die Hymne singt, doch da Ponyville nur Zweiter wird und Cloudsdale gewinnt, soll er deren Hymne singen. Er kennt jedoch deren Text nicht und improvisiert, was nicht das Gefallen der Zuhörer findet und ihn weiter enttäuscht. Als bei dem finalen Wettkampf, dem Eis-Bogenschießen, ein verschossener Eispfeil eine Wolke über dem Stadion trifft, gefriert diese und droht herabzustürzen. Spike kann diese jedoch mit seinem Feueratem schmelzen, wodurch er nicht nur alle Anwesenden rettet, sondern auch sein Selbstvertrauen zurück gewinnt. |           |                                      |                                    |                                          |                                                 |                              |                                                      |            |
| 90 | 25        | Twilights Königreich, Teil 1         | Twilight’s Kingdom – Part 1        | 10. Mai 2014                             | 15. Sept. 2015 (Netflix) 12. Dezember 2015 (TV) | Jayson Thiessen & Jim Miller | Meghan McCarthy                                      | 425        |
| Tirek, der mit seinem Bruder Scorpan einst Equestrias Magie stehlen wollte, wobei Scorpan jedoch von diesem Plan abfiel und sich mit den friedlichen Pony verbündete, worauf Tirek geschlagen und in Tartarus eingeschossen wurde, ist entkommen und versucht erneut, sich die Magie aller Ponys einzuverleiben. Twilight Sparkle bietet sich an, ihn aufzuhalten, doch Prinzessin Celestia beschließt, stattdessen Discord auszuschicken, um Tirek gefangen zu nehmen. Twilight begibt sich mit ihren Freundinnen zu Celestias und Lunas alten Schloss. Bevor Discord sich auf die Suche nach Tirek begibt, gibt er Twilight das Tagebuch, das sie mit ihren Freundinnen führt, in denen er einige Stellen markiert hat. Als er Tirek findet, gelingt es diesem, Discord zu überzeugen, sich ihm anzuschließen. Twilight findet in ihren Tagebuch, dass jede ihrer Freundinnen einen Gegenstand erhalten hat, als sie die Eigenschaft ihres Elementes der Harmonie in besonderer Weise demonstriert haben. In Verbindung mit der Kiste, die Twilight vor einiger Zeit erhalten hat, verwandeln diese Objekte sich in fünf der benötigten sechs Schlüssel, um die Kiste zu öffnen. Unterdessen kann Tirek mit Discords Hilfe nicht nur die Magie von Einhörnern, sondern auch die von Pegasi und Erdponys stehlen. Damit Tirek nicht in der Lage ist, auch ihre Magie zu stehlen, beschließt Celestia, dass sie und die anderen Prinzessinnen sich von ihrer Magie trennen müssen. |           |                                      |                                    |                                          |                                                 |                              |                                                      |            |
| 91 | 26        | Twilights Königreich, Teil 2         | Twilight’s Kingdom – Part 2        | 10. Mai 2014                             | 15. Sept. 2015 (Netflix) 12. Dezember 2015 (TV) | Jayson Thiessen & Jim Miller | Meghan McCarthy                                      | 426        |
| Da die Prinzessinnen nicht in der Lage sind, sich völlig von ihrer Magie zu trennen, beschließen sie, diese in Twilight Sparkle zu verwahren, da sie die einzige Prinzessin ist, von der Tirek keine Kenntnis hat. Tirek verbannt anschließend die anderen Prinzessinnen nach Tartarus und übernimmt die Herrschaft. Als Zeichen seiner Wertschätzung und Loyalität gibt er Discord sein Amulett, der daraufhin ihm Twilights Heimat verrät. Da diese aber wieder zu Celestias und Lunas altem Schloss aufgebrochen ist, können er und Tirek nur deren Freundinnen gefangen nehmen. Tirek stiehlt deren Magie, anschließend hintergeht der Discord und stiehlt auch dessen Magie. Er stellt klar, dass das Amulett von seinem Bruder, der in hintergangen hat, stamme, und daher keine Bedeutung für ihn habe. Tirek spürt Twilight auf und es kommt zum Kampf zwischen ihnen, in dem er ihre Bibliothek zerstört, aber keiner von beiden die Oberhand gewinnen kann. Er bietet ihr darauf die Freigabe ihrer Freundinnen an, wenn sie ihm dafür die Magie der Prinzessinnen übergibt. Twilight geht darauf ein, verlangt jedoch auch, dass Tirek Discord freigibt. Discord gibt als Zeichen seiner Freundschaft Twilight das Amulett, dass sich als der letzte Schlüssel für die Kiste herausstellt. Die darin enthaltene Regenbogenmagie kann nicht nur Tirek besiegen, ihn nach Tartarus zurück befördern und die gestohlene Magie allen Ponys zurückgeben, sondern errichtet auch in Ponyville ein Schloss für Twilight, von dem sie, mit ihren Freundinnen an ihrer Seite, als Prinzessin der Freundschaft residieren soll. |           |                                      |                                    |                                          |                                                 |                              |                                                      |            |

## Staffel 5
Eine fünfte Staffel, bestehend aus 26 Episoden, war vom 4. April 2015 bis zum 28. November 2015 auf dem US-amerikanischen Kabelsender Discovery Family zu sehen. Die deutschsprachige Erstausstrahlung erfolgte vom 21. Mai 2016 bis zum 3. Juli 2016 auf Disney Channel.
| Nr. (ges.) | Nr. (St.) | Deutscher Titel                      | Originaltitel                       | Erstausstrahlung USA                          | Deutschsprachige Erstausstrahlung (D, AT, CH) | Regie                                  | Drehbuch                                                     | Prod.- Nr. |
| --- | --------- | ------------------------------------ | ----------------------------------- | --------------------------------------------- | --------------------------------------------- | -------------------------------------- | ------------------------------------------------------------ | ---------- |
| 92 | 1         | Die Landkarte – Teil 1               | The Cutie Map – Part 1              | 4. Apr. 2015                                  | 21. Mai 2016                                  | Jayson Thiessen & Jim Miller           | Scott Sonneborn & M. A. Larson Idee: Meghan McCarthy         | 501        |
| Als Twilight Sparkle und ihre Freundinnen zum ersten Mal auf ihren Thronen in Twilights neuem Schloss Platz nehmen, offenbart sich eine Karte Equestrias, auf der ihre Schönheitsflecken eine Position markieren. Als sie der Karte folgen, entdecken sie ein Dorf, in dem alle Bewohner ein falsches Lachen tragen und deren Schönheitsflecke Gleichheitszeichen darstellen. Es stellt sich heraus, dass die dortigen Ponys unter Führung von Starlight Glimmer ihre besonderen Fähigkeiten und damit ihre Schönheitsflecke aufgegeben haben, um nicht durch ihre Unterschiede voneinander getrennt zu sein. Einige der Ponys sind mit ihrer Lebensweise jedoch unzufrieden und erzählen Twilights Gruppe, dass Starlight die entfernten Schönheitsflecke in einer nahen Höhle sammelt. Starlight stellt ihnen dort jedoch einen Hinterhalt und raubt auch ihnen ihre Schönheitsflecke und Begabungen. |           |                                      |                                     |                                               |                                               |                                        |                                                              |            |
| 93 | 2         | Die Landkarte – Teil 2               | The Cutie Map – Part 2              | 4. Apr. 2015                                  | 22. Mai 2016                                  | Jayson Thiessen & Jim Miller           | Scott Sonneborn & M. A. Larson Idee: Meghan McCarthy         | 502        |
| Von Starlight Glimmer eingesperrt und anhaltenden Versuchen einer Gehirnwäsche unterworfen entschließen Twilight Sparkle und ihre Freundinnen zu behaupten, Fluttershy sei von Starlight überzeugt und wolle sich dieser anschließen. Es gelingt ihr zwar nicht, die gestohlenen Schönheitsflecken zurückzubekommen, jedoch entdeckt sie, dass Starlight noch ihren echten Schönheitsfleck hat und das Gleichheitszeichen nur aufgemalt ist. Twilight und Fluttershy nutzen diese Information, um den Dorfbewohnern zu zeigen, dass Starlight sie hintergeht und dass gerade ihre Unterschiede sie verbinden. Während diese ihre Schönheitsflecke befreien, kann Starlight mit denen von Twilights Gruppe flüchten. Die Dorfbewohner nutzen jedoch ihre wiedergewonnenen Begabungen, um Starlight die Schönheitsflecken zu entwinden, bevor diese entkommen kann. |           |                                      |                                     |                                               |                                               |                                        |                                                              |            |
| 94 | 3         | Zuhause ist es am Schönsten          | Castle Sweet Castle                 | 11. Apr. 2015                                 | 28. Mai 2016                                  | Jayson Thiessen & Jim Miller           | Joanna Lewis & Kristine Songco                               | 503        |
| Da Twilight Sparkle ihr neues Schloss meidet und nicht als ein richtiges Zuhause ansieht, beschießen ihre Freundinnen, dieses für sie neu einzurichten und zu dekorieren. Anfangs arbeiten sie jedoch jede für sich selbst, weshalb die Dekoration überladen und widersprüchlich wirkt. Beim Versuch, dies zu beheben, entfernen sie alle Einrichtungsgegenstände der anderen, was das Schloss wieder in den ursprünglichen Zustand bringt. Darauf wird ihnen klar, dass ihr Fehler war, das Schloss nach ihren eigenen Wünschen einzurichten, statt zu bedenken, dass Twilight insbesondere ihre alte Golden Oak Library vermisst, die sie mit vielen angenehmen Erinnerungen verbindet. So verwenden sie die Wurzeln dieser alten Baumhaus-Bibliothek als Basis für einen Kronleuchter mit Kristallen, in die diverse gemeinsamem Erlebnisse eingebettet sind. In anderen Räumen verbleiben jedoch einige der ursprünglichen Dekorationen. |           |                                      |                                     |                                               |                                               |                                        |                                                              |            |
| 95 | 4         | Träume und Albträume                 | Bloom and Gloom                     | 18. Apr. 2015                                 | 28. Mai 2016                                  | Jayson Thiessen & Jim Miller           | Josh Haber                                                   | 504        |
| Apple Bloom macht sich Sorgen, dass sie einen Schönheitsfleck bekommen könnte, der ihr nicht gefällt. In der nächsten Nacht träumt sie, einen Schönheitsfleck in Schädlingsbekämpfung zu haben. Da dieser ihr aber nicht zusagt, folgt sie einer Schattenstimme, die ihr die Möglichkeit bietet, den Schönheitsfleck zu entfernen. Somit gelingt es ihr aber nicht, Ponyville vor einer Schädlingsplage zu retten. Als Nächstes träumt sie, einen Schönheitsfleck in Alchemie zu haben. Da sie jedoch von Scootaloo und Sweetie Belle nicht mehr als Freund akzeptiert wird, folgt sie erneut der Stimme und lässt ihren Schönheitsfleck entfernen, was dazu führt, dass ihre Freunde, die nun ihre Schönheitsflecken bekommen, immer noch nichts mit ihr zu tun haben wollen. Schließlich träumt sie, von ihrer Familie verstoßen zu werden, da sie einen Schönheitsfleck hat, der kein Apfel ist. Darauf erscheint ihr Prinzessin Luna, die ihr klarmacht, dass, egal was für einen Schönheitsfleck sie bekommen wird, dieser nicht ändert, was sie wirklich ist, und die Schattenstimme ihre eigene Angst ist. |           |                                      |                                     |                                               |                                               |                                        |                                                              |            |
| 96 | 5         | Abschied von Schildi                 | Tanks for the Memories              | 25. Apr. 2015                                 | 29. Mai 2016                                  | Jayson Thiessen & Jim Miller           | Cindy Morrow                                                 | 505        |
| Rainbow Dash freut sich darauf, mit ihrer Schildkröte Schildi den nahenden Winter verbringen zu können, erfährt dann aber, dass diese Winterschlaf halten muss. Daher beschließt sie, den Winter aufzuhalten. Da ihre Versuche, alleine die Arbeit aller anderen Wetterponys aufzuhalten, keinen Erfolg zeigt, schleicht sie sich stattdessen in die Wetterfabrik von Cloudsdale ein, um diese zu sabotieren. Dabei verursacht sie jedoch eine Überlastung, die Ponyville schlagartig mit Schnee bedeckt. Verzweifelt zieht sich Rainbow in ihr Wolkenhaus zurück, doch ihren Freundinnen gelingt es, ihr klarzumachen, dass sie einen Winter ohne Schildi akzeptieren muss, weshalb sie endlich bereit ist, diesen seinen Winterschlaf halten zu lassen. |           |                                      |                                     |                                               |                                               |                                        |                                                              |            |
| 97 | 6         | Gesucht: Trouble Shoes               | Appleoosa’s Most Wanted             | 2. Mai 2015                                   | 29. Mai 2016                                  | Jayson Thiessen & Jim Miller           | Dave Polsky                                                  | 506        |
| Die Cutie Mark Crusaders begleiten Applejack zum Appleloosa-Rodeo und wollen dort ebenfalls teilnehmen, in der Hoffnung, dabei ihre Schönheitsflecke zu erhalten. Da es jedoch im Vorfeld des Rodeos zu einem Zwischenfall kommt, hinter dem der Gesetzlose Troubleshoes Clyde zu stecken scheint, verbietet Applejack diesen die Teilnahme, da sie dies für zu gefährlich hält. Die Fohlen schleichen sich daher davon, um Trouble Shoes zu stellen, finden dabei aber heraus, dass dieser gar kein Schurke ist, sondern alle Zwischenfälle mit ihm nur durch seine Ungeschicklichkeit verursacht wurden. Trouble Shoes, der sein Pech für sein Schicksal hält, hilft ihnen zurück nach Appleloosa, wird dabei aber von Sheriff Silberstern verhaftet. Die Cutie Mark Crusaders helfen Trouble Shoes bei der Flucht und bringen ihn dazu, beim Rodeo heimlich als Rodeo-Clown teilzunehmen, wodurch er seine Ungeschicklichkeit zur Erheiterung der anderen Ponys einsetzt. Als sich herausstellt, dass er unter der Verkleidung steckt, überzeugen sie die Dorfbewohner, Trouble Shoes seine Tollpatschigkeit nachzusehen.                                                                                              |           |                                      |                                     |                                               |                                               |                                        |                                                              |            |
| 98 | 7         | Neue Freunde mit Discords Erlaubnis  | Make New Friends But Keep Discord   | 16. Mai 2015                                  | 4. Juni 2016                                  | Jayson Thiessen & Jim Miller           | Natasha Levinger                                             | 507        |
| Discord ist enttäuscht darüber, dass Fluttershy nicht ihn, sondern ihre Freundin Baumliebchen einlädt, mit ihr auf die Große Galopp-Gala zu gehen. Als er schließlich sein eigenes Ticket erhält, entschließt er sich daher, gemeinsam mit dem Smooze, einem Schleimwesen, dort zu erscheinen und dort mit diesem Unheil anzurichten. Als das Smooze außer Kontrolle gerät, gelingt es nur Baumliebchen, dieses wieder zu beruhigen. Discord droht darauf, Baumliebchen in eine andere Dimension zu verbannen, um Fluttershy für sich zu haben. Doch Fluttershy kann ihm klarmachen, dass er auch weiter ihr Freund sein kann, auch wenn sich noch eine andere Freundin hat. |           |                                      |                                     |                                               |                                               |                                        |                                                              |            |
| 99 | 8         | Der Schatz von Greifenstein          | The Lost Treasure of Griffonstone   | 23. Mai 2015                                  | 4. Juni 2016                                  | Jayson Thiessen & Jim Miller           | Amy Keating Rogers                                           | 508        |
| Rainbow Dash und Pinkie Pie folgen einem Ruf der magischen Karte in das alte Greifen-Königreich Greifenstein. Jedoch finden sie das einst blühende Königreich heruntergekommen und verwahrlost vor und die einheimischen Greifen sind geldgierig und denken nur auch sich selbst. Weiterhin finden Rainbow dort seine ehemalige Freundin Gilda wieder, mit der er sich mittlerweile zerstritten hat. Während Rainbow versucht, den Pokal von Boreas, der Greifenstein einst zu Größe verholfen hat, zu finden, bemüht sich Pinkie Pie darum, Gilda dazu zu bringen, liebenswürdiger zu den anderen Greifen zu sein. Indem sie Gildas Rezept für ihre Greifentörtchen optimiert, hat sie erste Erfolge damit. Unterdessen sitzt Rainbow Dash auf der Suche nach dem Pokal im Bodenlosen Abgrund fest. Pinkie bringt Gilda dazu ihr zu helfen Rainbow zu retten. Gilda findet dabei den Pokal, entschließt sich dann aber, diesen zurückzulassen und Rainbow zu retten. In der Stadt zurück verspricht Gilda, künftig die Botschaft der Freundschaft in Greifenstein zu verbreiten. |           |                                      |                                     |                                               |                                               |                                        |                                                              |            |
| 100 | 9         | Lebensentscheidungen                 | Slice of Life                       | 13. Juni 2015                                 | 5. Juni 2016                                  | Jayson Thiessen & Jim Miller           | M. A. Larson                                                 | 509        |
| Cranky Doodle Donkey und Matilda wollen heiraten, doch Derpy hat ein falsches Datum auf die Einladungen gedruckt, weshalb diese versuchen müssen, die Hochzeit vorzuverlegen. Da Twilight und ihre Freundinnen damit beschäftigt sind einen Angriff eines Bienenbären abzuwehren, obliegt es den diversen anderen Einwohnern Ponyvilles, dies zu bewältigen, so dass die beiden Esel schließlich von der Bürgermeisterin vermählt werden können. |           |                                      |                                     |                                               |                                               |                                        |                                                              |            |
| 101 | 10        | Prinzessin Spike                     | Princess Spike                      | 20. Juni 2015                                 | 5. Juni 2016                                  | Jayson Thiessen & Jim Miller           | Neal Dusedau                                                 | 510        |
| Da Prinzessin Twilight Sparkle nach den Vorbereitungen des Equestria-Pony-Gipfeltreffens erschöpft ist, liegt es an Spike dafür zu sorgen, dass sie sich ungestört ausschlafen kann. Dabei trifft er jedoch einige zweifelhafte Entscheidungen. So verlegt er ein Cricktet-Spiel und unterbindet das Zurückschneiden von Drachennießbäumen sowie das ausbessern einer Wasserleitung, da er fürchtet, dass der Lärm Twilight wecken könnte. Seine Entscheidungsgewalt steigt ihm schließlich zu Kopf und er trifft diverse Entscheidungen in Twilights Namen, die gar nichts mehr mit seinem Auftrag zu tun haben. Dies führt schließlich dazu, dass ein fehlgeleiteter Ball des Polospiels die Drachennießbäume umstößt, was wiederum die Wasserleitung zum Bersten bringt. Dabei zerstört Spike eine aus Edelsteinen aus den Städten der Teilnehmer der Konferenz erbaute Statue. Da die Entscheidung, die dazu führten, von Twilight gekommen zu haben schienen, wenden sich diese gegen die Prinzessin, doch Spike stellt klar, dass er dies selbst angeordnet hatte. Er entschuldigt sich bei den Ponys und baut mit diesen gemeinsam die Statue wieder auf.                                                          |           |                                      |                                     |                                               |                                               |                                        |                                                              |            |
| 102 | 11        | Partystress                          | Party Pooped                        | 27. Juni 2015                                 | 11. Juni 2016                                 | Jayson Thiessen & Jim Miller           | Nick Confalone                                               | 511        |
| Eine Delegation aus drei Yaks aus Yakyakistan, angeführt von Prinz Rutherford, treffen in Ponyville ein. Um deren Freundschaft zu gewinnen, will Twilight Sparkle dafür sorgen, dass es diesen wie zu Hause geht. Die Yaks geraten aufgrund kleiner fehlerhafter Details jedoch immer wieder in Wutausbrüche, weshalb Twilight Pinkie Pie beauftragt, die Yaks mit einer Party wieder zu versöhnen. Um diese vorzubereiten, macht sie sich auf den Weg nach Yakyakistan. Unterdessen verschlechtert sich die Stimmung der Yaks weiter und sie drohen Equestria schließlich sogar mit Krieg. Da Pinkies Rückkehr nicht abzusehen ist, versuchen Twilight und ihre Freunde die Party selbst auszurichten und die Situation zu retten. Dabei entdecken sie einen geheimen Raum von Pinkie Pie, in dem sie Vorbereitungen und Planungen für unzählige Partys aufbewahrt. Pinkies Reise scheitert kurz vor ihren Ziel und sie kehrt nach Ponyville zurück. Pinkie merkt, dass es ein Fehler war, die Heimat der Yaks in Equestria nachzuahmen, sondern gestaltet die Party stattdessen so, dass sie den Yaks die Freundlichkeit Equestrias demonstriert. Die besänftigt die Yaks und sie schließen Freundschaft mit den Ponys. |           |                                      |                                     |                                               |                                               |                                        |                                                              |            |
| 103 | 12        | Alte Freundschaften                  | Amending Fences                     | 4. Juli 2015                                  | 11. Juni 2016                                 | Jayson Thiessen & Jim Miller           | M. A. Larson                                                 | 512        |
| Da Twilight Sparkle einfällt, dass sie ihre alten Freunde Canterlot schon vernachlässigt hat, als sie noch in deren Nähe wohnte, und nun endgültig aus den Augen verloren hat, entschließt sie, ihre Freundschaft mit diesen zu erneuern. Während sie mit Minuette, Twinkleshine und Lemon Hearts schnell wieder Freundschaft schießen kann, hat Moondancer nicht nur zu Twilight, sondern auch zu ihren anderen Freunden den Kontakt verloren. Sie ist abweisend und nur in ihre Studien vertieft. Es stellt sich heraus, dass Moondancer sich, als Twilight vor langer Zeit nicht auf deren Party erschien, sich derart zurückgestoßen fühlte, dass sie sich von allen anderen isolierte. Twilight bittet Pinkie Pie um Hilfe, eine neue Party für Moondancer auszurichten. Anfangs ist Moondancer nicht bereit, dort Twilights Entschuldigung anzunehmen. Doch als diese ihr zeigt, dass sie entgegen ihrer Meinung immer noch Freunde hat, wie die Bibliothekarin, die Buchverkäuferin oder ihre Schwester, begreift sie, dass ihr die anderen noch am Herzen liegen und sie wieder mit ihnen befreundet sein will.                                                                                                   |           |                                      |                                     |                                               |                                               |                                        |                                                              |            |
| 104 | 13        | Träumen Prinzessinnen von Schäfchen? | Do Princesses Dream Of Magic Sheep? | 11. Juli 2015                                 | 12. Juni 2016                                 | Jayson Thiessen & Jim Miller           | Scott Sonneborn                                              | 513        |
| Twilight Sparkle und ihre Freunde stellen fest, dass sie einen gemeinsamen Albtraum über ein blaues Nebelmonster hatten. Prinzessin Luna klärt sie auf, dass diese Kreatur der Tantabus, ein Wesen ihrer Albträume, ist, der nun entkam und andere Träume heimsucht. Um zu verhindern, dass der Tantabus in die wirklich Welt ausbrechen kann, versucht Luna, diesen in den Träumen von Twilight und den anderen zu finden, doch dabei kann der Tantabus auch in die Träume aller anderen Ponys in Ponyville eindringen. Um dem Tantabus doch noch habhaft zu werden, versetzt Luna diese alle in einen gemeinsamen Traum. Gemeinsam bekämpfen die Ponys den Tantabus, doch je mehr sich Luna die Schuld an der Situation gibt, desto mächtiger wird dieser. Erst als Twilight Luna überzeugt, sich weder die Schuld am Tantabus, noch an ihren Taten als Nightmare Moon zu geben, verliert dieser seine Macht. |           |                                      |                                     |                                               |                                               |                                        |                                                              |            |
| 105 | 14        | Das Canterlot-Karussell              | Canterlot Boutique                  | 12. Sept. 2015                                | 12. Juni 2016                                 | Denny Lu, Jayson Thiessen & Jim Miller | Amy Keating Rogers                                           | 514        |
| Um ihr Geschäft zu erweitern hat Rarity eine Boutique in Canterlot eröffnet, in der Sassy Saddles sie als Manager unterstützt. Doch statt sich dort um eine Vielzahl individuell angepasster Kleider zu kümmern, bringt Sassy Rartiy dazu ein einzelnes Modell als Massenware zu produzieren und will schließlich sogar die Produktion auf Fließbandarbeit umstellen. Rarity entscheidet daher, ihren neuen Laden zu schließen und beim Schlussverkauf noch einmal individuelle Kleider anzubieten. Bei diesem erinnert sie sich, wie viel Freude diese Arbeit ihr macht und sie will ihre Boutique doch geöffnet halten. Sassy verspricht, diese für Rarity nach deren Regeln zu führen, während sie in Ponyville ist. |           |                                      |                                     |                                               |                                               |                                        |                                                              |            |
| 106 | 15        | Raritys Ermittlungen                 | Rarity Investigates                 | 19. Sept. 2015                                | 18. Juni 2016                                 | Denny Lu, Jayson Thiessen & Jim Miller | Meghan McCarthy, M.A. Larson, Joanna Lewis & Kristine Songco | 516        |
| Rainbow Dash wird vorgeworfen, die Flugshow der Wonderbolts sabotiert zu haben, nur um selbst ein Teil davon zu werden. Rarity hilft Rainbow Dash nun, ihre Unschuld zu beweisen. Doch alle Indizien sprechen für die Schuld Rainbow Dashs, die mittlerweile selbst anfängt an ihre Schuld zu glauben. Durch Raritys gute Beobachtungsgabe kann der wahre Täter überführt werden und Rainbow Dash darf weiterhin an der Flugshow teilnehmen. |           |                                      |                                     |                                               |                                               |                                        |                                                              |            |
| 107 | 16        | Auftrag in Mähnhattan                | Made in Manehattan                  | 26. Sept. 2015                                | 19. Juni 2016                                 | Denny Lu, Jayson Thiessen & Jim Miller | Noelle Benvenuti                                             | 517        |
| Applejack und Rarity werden nach Manehattan gerufen um ein Freundschafts-Problem zu lösen. Dort helfen sie Coco Pommel mit einem großen Projekt in der Nachtbarschaft, merken aber, dass sie sich mehr vorgenommen haben, als sie schaffen können. |           |                                      |                                     |                                               |                                               |                                        |                                                              |            |
| 108 | 17        | Das Hufbruder-Festival               | Brotherhooves Social                | 3. Okt. 2015                                  | 19. Juni 2016                                 | Denny Lu, Jayson Thiessen & Jim Miller | Dave Polsky                                                  | 518        |
| Als Applejack nicht beim Hufschwestern-Festival mit Apple Bloom antreten kann, springt Big McIntosh für sie ein. |           |                                      |                                     |                                               |                                               |                                        |                                                              |            |
| 109 | 18        | Der Schönheitsfleck                  | Crusaders of the Lost Mark          | 10. Okt. 2015                                 | 25. Juni 2016                                 | Denny Lu, Jayson Thiessen & Jim Miller | Amy Keating Rogers                                           | 519        |
| Pipsqueak gewinnt mit Unterstützung der Cutie Mark Crusaders die Wahl zum Schülerponypräsidenten. Seine Gegenkandidatin Diamond Tiara kann trotz unfairer Methoden nicht gewinnen und verliert sogar die Stimme ihrer besten Freundin Silver Spoon. Die Cutie Mark Crusaders haben Mitleid mit Diamond Tiara und erkennen, dass diese eigentlich gerne freundlicher wäre, dies aber mit ihrer Familienehre für nicht vereinbar hält. Als sie weiter gegen Pipsqueak vorgehen möchte, appellieren die Cutie Mark Crusaders an ihren guten Kern und haben schließlich Erfolg. Dabei erkennen die Cutie Mark Crusaders auch, dass es ihre wahre Bestimmung ist, anderen Ponys zu helfen und bekommen so endlich ihre Schönheitsflecken. |           |                                      |                                     |                                               |                                               |                                        |                                                              |            |
| 110 | 19        | Pinkies Geheimnis                    | The One Where Pinkie Pie Knows      | 17. Okt. 2015                                 | 25. Juni 2016                                 | Denny Lu, Jayson Thiessen & Jim Miller | G. M. Berrow                                                 | 520        |
| Pinkie Pie versucht ein Geheimnis um Prinzessin Cadance und Shining Armor zu bewahren. |           |                                      |                                     |                                               |                                               |                                        |                                                              |            |
| 111 | 20        | Das Familienfest                     | Hearthbreakers                      | 24. Okt. 2015                                 | 26. Juni 2016                                 | Denny Lu, Jayson Thiessen & Jim Miller | Nick Confalone                                               | 521        |
| Applejack freut sich darauf, den Freundschaftsfeuer-Abend mit Pinkie Pies Familie zu verbringen, findet aber heraus, dass die Pies dieses Fest auf ihrer Steinfarm anders zelebrieren. |           |                                      |                                     |                                               |                                               |                                        |                                                              |            |
| 112 | 21        | Gruselige Fluttershy                 | Scare Master                        | 24. Oktober 2015 (Kanada) 31. Okt. 2015 (USA) | 18. Juni 2016                                 | Denny Lu, Jayson Thiessen & Jim Miller | Natasha Levinger                                             | 515        |
| Fluttershy entschließt sich, sich ihren Ängsten zu stellen und die Gruselnacht gemeinsam mit ihren Freunden zu feiern. |           |                                      |                                     |                                               |                                               |                                        |                                                              |            |
| 113 | 22        | Spaß mit Discord                     | What About Discord?                 | 7. Nov. 2015                                  | 26. Juni 2016                                 | Denny Lu, Jayson Thiessen & Jim Miller | Neal Dusedau                                                 | 522        |
| Nachdem Twilight beschäftigt war, ihre Bücherei neu zu ordnen, findet sie heraus, dass ihre Freunde Discord näher gekommen sind und fragt sich, ob dieser etwas plant. |           |                                      |                                     |                                               |                                               |                                        |                                                              |            |
| 114 | 23        | Die Hooffields und die McColts       | The Hooffields and McColts          | 14. Nov. 2015                                 | 2. Juli 2016                                  | Denny Lu, Jayson Thiessen & Jim Miller | Johanna Lewis & Kristine Songco                              | 523        |
| Prinzessin Twilight und Fluttershy erhalten von der magischen Karte den Auftrag, einen Streit zwischen zwei verfeindeten Familien zu schlichten, die nicht einmal mehr wissen, warum sie sich bekämpfen. |           |                                      |                                     |                                               |                                               |                                        |                                                              |            |
| 115 | 24        | Die Hauptattraktion                  | The Mane Attraction                 | 21. Nov. 2015                                 | 2. Juli 2016                                  | Denny Lu, Jayson Thiessen & Jim Miller | Amy Keating Rogers                                           | 524        |
| Ein alter Freund von Applejack ist ein berühmter Popstar geworden, doch Applejack fürchtet, dass dessen Manager nicht seine besten Interessen im Sinn hat. |           |                                      |                                     |                                               |                                               |                                        |                                                              |            |
| 116 | 25        | Das Schönheitsflecken-Duell – Teil 1 | The Cutie Re-Mark – Part 1          | 28. Nov. 2015                                 | 3. Juli 2016                                  | Denny Lu, Jayson Thiessen & Jim Miller | Josh Haber                                                   | 525        |
| Starlight Glimmer reist in die Vergangenheit und verhindert den ersten Rainboom der jungen Rainbow Dash, welcher dazu beigetragen hat, dass die 6 Freundinnen ihre Schönheitsflecken bekommen haben. Ohne ihre Freundschaft und ihre Begabungen fällt Equestria in die Herrschaft unterschiedlicher Bösewichte. |           |                                      |                                     |                                               |                                               |                                        |                                                              |            |
| 117 | 26        | Das Schönheitsflecken-Duell – Teil 2 | The Cutie Re-Mark – Part 2          | 28. Nov. 2015                                 | 3. Juli 2016                                  | Denny Lu, Jayson Thiessen & Jim Miller | Josh Haber                                                   | 526        |
| Prinzessin Twilight erkennt, dass sie Starlight nicht einfach daran hindern kann die Vergangenheit zu verändern und versucht, sie dazu zu überreden, es selbst zu tun. Dabei erhält sie Einblicke in Starlights Vergangenheit, welche ihre Verhaltensweisen erklären. Nachdem ihr ehemals bester Freund seinen Schönheitsfleck bekommen hatte, zog dieser um, sodass Starlight ganz alleine war. Twilight gelingt es, Starlight vom Gegenteil zu überzeugen. Nachdem diese ihre Fehler eingesteht und sich entschuldigt, wird sie als neue Freundin akzeptiert und lebt fortan bei Twilight im Schloss. |           |                                      |                                     |                                               |                                               |                                        |                                                              |            |

## Staffel 6
Die ersten zwölf Folgen der aus 26 Episoden bestehenden sechsten Staffel wurden vom 26. März 2016 bis zum 11. Juni 2016 auf dem US-amerikanischen Kabelsender Discovery Family ausgestrahlt. Die restlichen Folgen wurden vom 30. Juli 2016 bis zum 22. Oktober 2016 veröffentlicht. Disney Channel sendete die deutsche Übersetzung der ersten 22 Folgen der Staffel vom 11. September bis zum 11. Dezember 2016. Die verbliebenen vier Episoden wurden vom 7. bis voraussichtlich zum 10. Februar 2017 gesendet.

## Staffel 7
Die ersten elf Folgen der aus 26 Folgen bestehenden siebte Staffel wurden vom 15. April 2017 bis zum 17. Juli 2017 auf dem US-amerikanischen Kabelsender Discovery Family ausgestrahlt. Disney Channel sendete die deutsche Übersetzung der Staffel seit dem 22. Juli 2017.

## Staffel 8
Die achte Staffel wurde von dem 24. März 2018 bis zum 13. Oktober 2018 auf dem US-amerikanischen Kabelsender Discovery Family ausgestrahlt. Disney Channel sendete die deutsche Übersetzung der Staffel seit dem 7. Juli 2018.
| Nr. (ges.) | Nr. (St.) | Deutscher Titel                      | Originaltitel               | Erstausstrahlung USA | Deutschsprachige Erstausstrahlung (D, AT, CH) | Regie                   | Drehbuch                          |
| --- | --------- | ------------------------------------ | --------------------------- | -------------------- | --------------------------------------------- | ----------------------- | --------------------------------- |
| 170 | 1         | Die Schule der Freundschaft – Teil 1 | School Daze – Part 1        | 24. März 2018        | 7. Juli 2018                                  | Denny Lu und Mike Myhre | Michael Vogel und Nicole Dubuc    |
| Nach den Ereignissen des Kinofilms hat sich die magische Landkarte über die Grenzen Equestrias hinaus vergrößert. Twilight erkennt, dass sie und ihre Freundinnen nicht ausreichen, um in einem so großen Gebiet alle Freundschaftsprobleme zu lösen. Daher möchte sie eine Schule der Freundschaft eröffnen, in der (Fabel-)Wesen aus der ganzen Welt den Wert der Freundschaft lernen sollen. Von Celestia erfährt sie, dass alle Schulen den Regeln des Bildungsverbands Equestrias (BVE) gehorchen müssen, um eine Genehmigung zu bekommen. Twilights Freundinnen sollen Lehrerinnen werden, und zunächst haben sie auch Erfolg. Als Twilight jedoch auf das Einhalten der Regeln plädiert, langweilen sich die Schüler. Unter ihnen befinden sich das Erdpony Sandbar (männlich), der Greif Gallus (männlich), das Yak Yona (weiblich), der Drache Smolder (weiblich), das Wechselpony Ocellus (weiblich) und der Hippogreif Silverstream (weiblich), die zu neuen Hauptfiguren der Serie werden. Sie schwänzen den Unterricht und unternehmen einen gemeinsamen Ausflug, bei dem sie sich anfreunden. Unterdessen kommt der pedantische Kanzler Neighsay vom BVE, um die Schule zu überprüfen. Als die Schüler von ihrem Ausflug zurückkommen, richten sie Chaos an. Kanzler Neighsay schließt die Schule. Außerdem zeigt er seine Vorbehalte gegen die Besucher von außerhalb Equestrias und verärgert damit deren Vertreter. |           |                                      |                             |                      |                                               |                         |                                   |
| 171 | 2         | Die Schule der Freundschaft – Teil 2 | School Daze – Part 2        | 24. März 2018        | 8. Juli 2018                                  | Denny Lu und Mike Myhre | Michael Vogel und Nicole Dubuc    |
| Starlight kann Twilight davon überzeugen, nicht aufzugeben und die Schule außerhalb des BVE wiederzueröffnen. Als sie die Schüler aus den anderen Königreichen zurückholen wollen, stellt sich heraus, dass diese verschwunden sind. Sie halten sich gemeinsam im Schloss der zwei Schwestern versteckt, da sie nicht wieder getrennt werden möchten. Dort werden sie von den igelähnlichen Puckwudgies angegriffen. Als Twilight und ihre Freundinnen zu Hilfe kommen, weckt das die Begeisterung der Schüler für ihre Lehrerinnen. Es gelingt, auch die Vertreter der anderen Kreaturen zu überzeugen, und die Schüler dürfen bleiben. |           |                                      |                             |                      |                                               |                         |                                   |
| 172 | 3         | Mauds Nicht-Überraschungsparty       | The Maud Couple             | 31. März 2018        | 14. Juli 2018                                 | Denny Lu und Mike Myhre | Nick Confalone                    |
| Mauds Geburtstag steht kurz bevor. Pinkie Pie hat eine Überraschungsparty geplant. Doch alles läuft aus dem Ruder, als sich Maud in ein anderes Pony verliebt. Pinkie entwickelt schnell eine Eifersucht und giftet sich mit Mauds Freund an. Doch als Pinkie erkennt, wie glücklich er Maud macht, geben sich beide eine zweite Chance. |           |                                      |                             |                      |                                               |                         |                                   |
| 173 | 4         | Erst Schein, dann Sein               | Fake It ′Til You Make It    | 7. Apr. 2018         | 15. Juli 2018                                 | Denny Lu und Mike Myhre | Josh Hamilton                     |
| Da sich Rarity um die königliche Modenschau von Canterlot kümmern muss, bittet sie Fluttershy, sie in ihrem Laden in Mähnhatten zu vertreten, da alle anderen Ponys bereits abgesagt haben. Zunächst ist Fluttershy sehr schüchtern, dann schlüpft sie aber abwechselnd in drei verschiedene Rollen von Verkaufsponys. Zuerst ist sie sehr erfolgreich, dann wird sie aber so hochnäsig, dass sie alle Kunden vergrault. Erst als Rarity alle Kunstfiguren entlässt, kommt Fluttershy wieder zur Besinnung. |           |                                      |                             |                      |                                               |                         |                                   |
| 174 | 5         | Die wilden Omis                      | Grannies Gone Wild          | 14. Apr. 2018        | 21. Juli 2018                                 | Denny Lu und Mike Myhre | Gillian M. Berrow                 |
| Rainbow Dash möchte unbedingt eine große Achterbahn fahren, ehe diese schließt. Da sie jedoch gleichzeitig als Lehrerin tätig ist, tauscht sie ihre Schicht mit Applejack. Dies bedeutet aber auch, dass sie sich um ihre Oma und deren Freundinnen kümmern muss, als diese ihren alljährlichen Ausflug nach Las Pegasus haben. |           |                                      |                             |                      |                                               |                         |                                   |
| 175 | 6         | Oben oder unten?                     | Surf and/or Turf            | 21. Apr. 2018        | 22. Juli 2018                                 | Denny Lu und Mike Myhre | Brian Hohlfeld                    |
| Die Cutie Mark Crusaders werden von der Karte in die Heimat der Hippogreife geschickt; Twilight begleitet sie. Nach dem der Sturmkönig im Kinofilm besiegt worden war, kehrte ein Teil der Hippogreife an Land zurück, während andere als Seeponys unter Wasser geblieben sind. Diese beiden Gruppen leben nun weitgehend getrennt. Silverstreams Bruder Terramar leidet darunter, da sein Vater an Land ging, während seine Mutter im Meer blieb, und beide wollen, dass er sich für ihre Seite entscheidet. Am Ende kommen sich die beiden Gruppen bei einem Picknick am Strand wieder näher, und allen wird klar, dass sie zwischen den Welten wechseln können. |           |                                      |                             |                      |                                               |                         |                                   |
| 176 | 7         | Celestia, der Bühnenstar             | Horse Play                  | 28. Apr. 2018        | 28. Juli 2018                                 | Denny Lu und Mike Myhre | Kaita Mpambara                    |
| Zum 1111. Jahrestag des ersten von Celestia durchgeführten Sonnenaufgangs möchten Twilight und ihre Freunde ein Theaterstück vorführen. Spontan entschließt sich Twilight dazu, Celestia als Schauspieler einzuladen, die sich darüber sehr freut. Doch leider fehlt ihr jegliches Schauspieltalent. Doch Twilight traut sich nicht, ihr die Wahrheit zu sagen. |           |                                      |                             |                      |                                               |                         |                                   |
| 177 | 8         | Zu Hause ist es … problematisch      | The Parent Map              | 5. Mai 2018          | 29. Juli 2018                                 | Denny Lu und Mike Myhre | Dave Rapp                         |
| Sunburst und Starlight werden von der Karte auf eine Freundschaftsmission in ihre Heimatstadt Sire’s Hollow geschickt. Sie sind davon wenig begeistert, da sie dort auf ihre Eltern treffen werden, die sie immer noch wie kleine Kinder behandeln. Nach einigen Verwirrungen stellt sich heraus, dass genau dieses problematische Verhältnis der Grund für die Mission ist, und alle können sich aussprechen. |           |                                      |                             |                      |                                               |                         |                                   |
| 178 | 9         | Teamwork                             | Non-Compete Clause          | 12. Mai 2018         | 4. Aug. 2018                                  | Denny Lu und Mike Myhre | Kim Beyer-Johnson                 |
| 179 | 10        | Schluss mit Schluss machen           | The Break Up Breakdown      | 19. Mai 2018         | 5. Aug. 2018                                  | Denny Lu und Mike Myhre | Nick Confalone                    |
| 180 | 11        | Der Schuppenwechsel-Effekt           | Molt Down                   | 26. Mai 2018         | 11. Aug. 2018                                 | Denny Lu und Mike Myhre | Josh Haber                        |
| 181 | 12        | Zu gut für Twilights Schule          | Marks for Effort            | 2. Juni 2018         | 12. Aug.                                      | Denny Lu und Mike Myhre | Nicole Dubuc                      |
| Apple Bloom, Sweetie Bell und Scootaloo möchten gerne Twilights Schule besuchen. Hier können sie laut Twilight jedoch nichts mehr lernen, weshalb sie alles dafür tun, ihre Meinung zu ändern. Das geht jedoch stark nach hinten los. |           |                                      |                             |                      |                                               |                         |                                   |
| 182 | 13        | Die bösen 6                          | The Mean 6                  | 9. Juni 2018         | 18. Aug. 2018                                 | Denny Lu und Mike Myhre | Michael Vogel                     |
| Königin Chrysalis erschafft zu jedem der Mane 6 einen jeweiligen bösen Clon. Diese sollen ihr helfen, den Baum der Harmonie zu finden und sich an Starlight Glimmer zu rächen. Doch die Clone verfolgen ihr ganz eigenes Ziel. |           |                                      |                             |                      |                                               |                         |                                   |
| 183 | 14        | Die Vertretungs-Direktorin           | A Matter of Principals      | 4. Aug. 2018         | 19. Aug. 2018                                 | Denny Lu und Mike Myhre | Nicole Dubuc                      |
| 184 | 15        | Feiertags-Geschichten                | The Hearth’s Warming Club   | 4. Aug. 2018         | 25. Aug. 2018                                 | Denny Lu und Mike Myhre | Brian Hohlfeld                    |
| 185 | 16        | Die Freundschaftsuniversität         | Friendship University       | 11. August 2018      | 26. Aug. 2018                                 | Denny Lu und Mike Myhre | Chris „Doc“ Wyatt und Kevin Burke |
| 186 | 17        | Das Ende der Freundschaft            | The End In Friend           | 18. August 2018      | 2. Sep. 2018                                  | Denny Lu und Mike Myhre | Gillian M. Berrow                 |
| Nachdem sie keine Gemeinsamkeiten untereinander finden, wollen Rarity und Rainbow Dash nicht länger befreundet sein. Twilight und Starlight setzten alles daran, dass sich die beiden wieder daran erinnern, was in einer Freundschaft zählt und wie viel sie schon gemeinsam erlebt haben und auch noch in Zukunft erleben werden. Doch Rarity und Rainbow Dash sind sehr verbittert und bleiben stur. |           |                                      |                             |                      |                                               |                         |                                   |
| 187 | 18        | Das Vovidofon                        | Yakity-Sax                  | 25. August 2018      | 17. Nov. 2018                                 | Denny Lu und Mike Myhre | Michael P. Fox und Wil Fox        |
| Pinkie Pie hat ein neues Hobby gefunden. Sie spielt den lieben langen Tag Vovidofon, ein Instrument aus Yakyakistan. Ihre Töne klingen sehr schräg und alle Dorfbewohner fühlen sich gestört. Ihre Freunde überreden Pinkie Pie dazu, das Hobby aufzugeben. Pinkie stimmt zwar ein, verliert jedoch schnell den Spaß am Leben und wird depressiv. Sie hofft, in Yakyakistan wieder zu neuen Kräften zu finden. |           |                                      |                             |                      |                                               |                         |                                   |
| 188 | 19        | Eine Freundschaftsreise              | Road to Friendship          | 1. September 2018    | 24. Nov. 2018                                 | Denny Lu und Mike Myhre | Josh Haber                        |
| 189 | 20        | Die Washouts                         | The Washouts                | 8. September 2018    | 25. Nov. 2018                                 | Denny Lu und Mike Myhre | Nick Confalone                    |
| Eine neue Fliegergruppe ist zu Gast in Ponyville, die Washouts. Scootaloo ist sehr begeistert, was Rainbow Dash sehr eifersüchtig macht. Als sie erkennt, wer der Anführer der Washouts ist, macht sie sich umso größere Sorgen um Scootaloo, der unbedingt dazu gehören möchte und sich in große Gefahr begibt. |           |                                      |                             |                      |                                               |                         |                                   |
| 190 | 21        | Rockhoofs moderne Zeiten             | A Rockhoof and a Hard Place | 15. September 2018   | 1. Dez. 2018                                  | Denny Lu und Mike Myhre | Kaita Mpambara                    |
| 191 | 22        | Was darunter verborgen liegt         | What Lies Beneath           | 22. September 2018   | 2. Dez. 2018                                  | Denny Lu und Mike Myhre | Michael Vogel                     |
| 192 | 23        | Schweigen ist Silber, Reden ist Gold | Sounds of Silence           | 29. Sep. 2018        | 9. März 2019                                  | Denny Lu und Mike Myhre | Gregory Bonsignore                |
| 193 | 24        | Ein Drachenleben für ein Kissen      | Father Knows Beast          | 6. Okt. 2018         | 10. März 2019                                 | Denny Lu und Mike Myhre | Josh Haber                        |
| 194 | 25        | Die verschwundene Magie – Teil 1     | School Raze – Part 1        | 13. Okt. 2018        | 15. Dez. 2018                                 | Denny Lu und Mike Myhre | Nicole Dubuc                      |
| 195 | 26        | Die verschwundene Magie – Teil 2     | School Raze – Part 2        | 13. Okt. 2018        | 16. Dez. 2018                                 | Denny Lu und Mike Myhre | Josh Haber                        |

## Staffel 9
Die neunte Staffel wurde vom 6. April bis zum 12. Oktober 2019 auf dem US-amerikanischen Kabelsender Discovery Family ausgestrahlt. Die deutsche Ausstrahlung erfolgt vom 7. September bis zum 7. Dezember auf Disney Channel.
| Nr. (ges.) | Nr. (St.) | Deutscher Titel                     | Originaltitel                     | Erstausstrahlung USA | Deutschsprachige Erstausstrahlung (D, AT, CH) | Regie                   | Drehbuch |
| ---------- | --------- | ----------------------------------- | --------------------------------- | -------------------- | --------------------------------------------- | ----------------------- | --- |
| 197        | 1         | Der Anfang vom Ende – Teil 1        | The Beginning of the End – Part 1 | 6. Apr. 2019         | 7. Sept. 2019                                 | Denny Lu und Mike Myhre | Joanna Lewis und Kristine Songco                                                                                               |
| 198        | 2         | Der Anfang vom Ende – Teil 2        | The Beginning of the End – Part 2 | 6. Apr. 2019         | 8. Sept. 2019                                 | Denny Lu und Mike Myhre | Joanna Lewis und Kristine Songco                                                                                               |
| 199        | 3         | Baum-Denkmäler                      | Uprooted                          | 13. Apr. 2019        | 14. Sept. 2019                                | Denny Lu und Mike Myhre | Nicole Dubuc |
| 200        | 4         | Das Geschwisteroberhaupt            | Sparkle’s Seven                   | 20. Apr. 2019        | 15. Sept. 2019                                | Denny Lu und Mike Myhre | Story: Ashleigh Ball, Andrea Libman, Tabitha St. Germain, Tara Strong und Cathy Weseluck Teleplay: Josh Haber und Nicole Dubuc |
| 201        | 5         | Die nicht-perfekte Bilanz           | The Point of No Return            | 27. Apr. 2019        | 21. Sept. 2019                                | Denny Lu und Mike Myhre | Gillian M. Berrow |
| 202        | 6         | Gemeinsamkeiten                     | Common Ground                     | 4. Mai 2019          | 22. Sept. 2019                                | Denny Lu und Mike Myhre | Josh Haber |
| 203        | 7         | Eine wie Yona                       | She’s All Yak                     | 11. Mai 2019         | 28. Sept. 2019                                | Denny Lu und Mike Myhre | Brian Hohlfeld |
| 204        | 8         | Freunde und Feinde                  | Frenemies                         | 18. Mai 2019         | 29. Sept. 2019                                | Denny Lu und Mike Myhre | Michael Vogel |
| 205        | 9         | Garble, der Beat-Poet               | Sweet and Smoky                   | 25. Mai 2019         | 5. Okt. 2019                                  | Denny Lu und Mike Myhre | Kim Beyer-Johnson |
| 206        | 10        | Die große Apfelernte                | Going to Seed                     | 1. Juni 2019         | 6. Okt. 2019                                  | Denny Lu und Mike Myhre | Dave Rapp |
| 207        | 11        | Silverstream bei den Basilisken     | Student Counsel                   | 8. Juni 2019         | 12. Okt. 2019                                 | Denny Lu und Mike Myhre | Josh Haber |
| 208        | 12        | Das Ende des Schönheitsfleckenclubs | The Last Crusade                  | 15. Juni 2019        | 13. Okt. 2019                                 | Denny Lu und Mike Myhre | Nicole Dubuc |
| 209        | 13        | Prinzessinnen-Urlaub                | Between Dark and Dawn             | 22. Juni 2019        | 20. Okt. 2019                                 | Denny Lu und Mike Myhre | Gail Simone |
| 210        | 14        | Wer zuletzt lacht …                 | The Last Laugh                    | 3. Aug. 2019         | 26. Okt. 2019                                 | Denny Lu und Mike Myhre | Michael P. Fox und Wil Fox |
| 211        | 15        | 2, 4, 6, – es kracht!               | 2, 4, 6, Greaaat                  | 10. Aug. 2019        | 27. Okt. 2019                                 | Denny Lu und Mike Myhre | Kaita Mpambara |
| 212        | 16        | Der Quiz-Galopp                     | A Trivial Pursuit                 | 17. Aug. 2019        | 2. Nov. 2019                                  | Denny Lu und Mike Myhre | Brittany Jo Flores |
| 213        | 17        | Die Sommersonnenfeier               | The Summer Sun Setback            | 24. Aug. 2019        | 3. Nov. 2019                                  | Denny Lu und Mike Myhre | Michael Vogel |
| 214        | 18        | Sie spricht mit Angel               | She Talks To Angel                | 31. Aug. 2019        | 9. Nov. 2019                                  | Denny Lu und Mike Myhre | Nick Confalone |
| 215        | 19        | Ver-spikt                           | Dragon Dropped                    | 7. Sept. 2019        | 10. Nov. 2019                                 | Denny Lu und Mike Myhre | Josh Haber |
| 216        | 20        | Die sichere Kandidatin              | A Horse Shoe-In                   | 14. Sept. 2019       | 16. Nov. 2019                                 | Denny Lu und Mike Myhre | Ariel Shepherd-Oppenheim |
| 217        | 21        | Zweifel an Daring-Do                | Daring Doubt                      | 21. Sept. 2019       | 17. Nov. 2019                                 | Denny Lu und Mike Myhre | Nicole Dubuc |
| 218        | 22        | Plötzlich erwachsen                 | Growing Up is Hard to Do          | 28. Sept. 2019       | 23. Nov. 2019                                 | Denny Lu und Mike Myhre | Ed Valentine |
| 219        | 23        | Big Mac und Sugar Belle             | The Big Mac Question              | 5. Okt. 2019         | 24. Nov. 2019                                 | Denny Lu und Mike Myhre | Josh Haber und Michael Vogel                                                                                                   |
| 220        | 24        | Das Ende vom Ende – Teil 1          | The Ending of the End – Part 1    | 12. Okt. 2019        | 30. Nov. 2019                                 | Denny Lu und Mike Myhre | Nicole Dubuc |
| 221        | 25        | Das Ende vom Ende – Teil 2          | The Ending of the End – Part 2    | 12. Okt. 2019        | 1. Dez. 2019                                  | Denny Lu und Mike Myhre | Michael Vogel |
| 222        | 26        | Freundschaft bleibt                 | The Last Problem                  | 12. Okt. 2019        | 7. Dez. 2019                                  | Denny Lu und Mike Myhre | Josh Haber |